# Lijst van kerkelijke en wereldlijke cantates van Johann Sebastian Bach

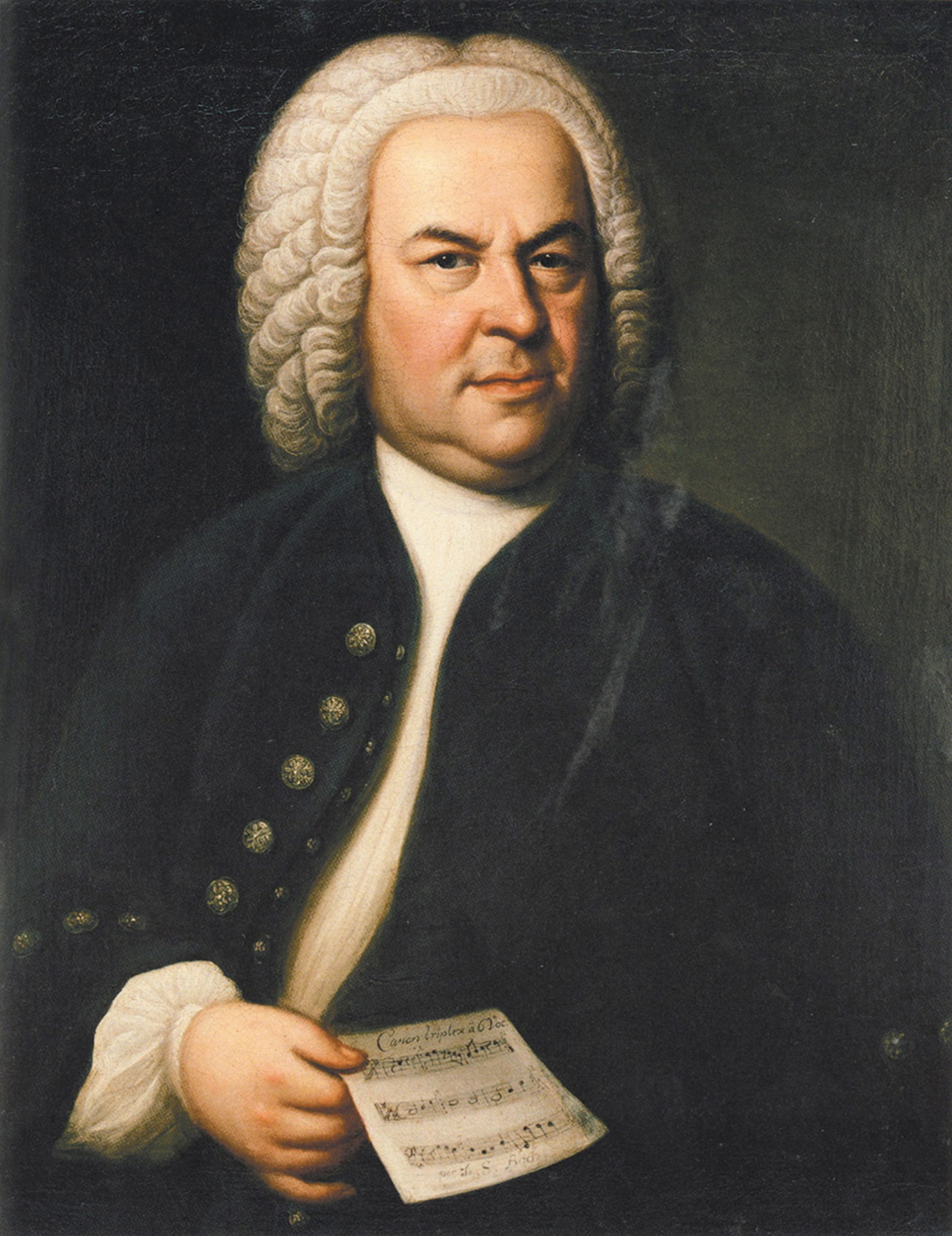
Johann Sebastian Bach

Deze pagina geeft een overzicht van de kerkelijke en wereldlijke cantates van Johann Sebastian Bach.

## Inleiding
Bach schreef cantates voor zowel kerkelijk als wereldlijk gebruik. Die cantates zijn ruwweg in drie categorieën te verdelen: kerkelijke cantates, cantates voor bijzondere gelegenheden en wereldlijke cantates. De drie categorieën zijn in de eerste drie tabellen opgenomen. Tabel 4 geeft de kerkelijke cantates in chronologisch overzicht; tabel 5 de apocriefe cantates.
In de eerste tabel staat de grootste categorie, de categorie van kerkelijke of geestelijke cantates. Deze geestelijke cantates zijn in een vijftal cantatejaargangen onder te brengen. Een cantatejaargang geeft voor elke zondag en voor elke speciale kerkelijke feestdag een cantate die in de dienst kan worden gebruikt. De cantate en de cantatetekst sluiten daarbij aan op de Bijbellezing die voor de specifieke zondag binnen het Luthers kerkelijk jaar is vastgesteld. over de betekenis van de onderdelen van het kerkelijk jaar Dit kerkelijk jaar begint met de Advent – het begin van de Kerstkring – en loopt via de Paaskring en de zondagen na Pinksteren tot de volgende Advent:
- Advent: 4 zondagen voor kerst
- Kerst: tot en met de zondag na Nieuwjaar
- Epifanie: 6 januari, gevolgd door maximaal 6 zondagen
- Maria-Lichtmis (ook Maria-Reiniging; 2 februari) sluit de kerstperiode af
- periode voor Pasen: van septuagesima tot en met Palmzondag en Goede Vrijdag
- Pasen
- vijf zondagen na Pasen: Quasi modo geniti tot en met Rogate
- donderdag na Rogate is Hemelvaartsdag
- zondag Exaudi
- Pinksteren
- zondag na Pinksteren is Trinitatis
- zondagen na Trinitatis, maximaal 27 zondagen
- Advent en begin van het nieuwe kerkelijk jaar

De eerste tabel geeft een overzicht van de bestemming van Bachs cantates binnen het kerkelijk jaar. Daarin zijn ook de cantates opgenomen die niet bij het vaste regime van het Luthers kerkelijk jaar aansluiten, maar die voor speciale religieuze feestdagen zijn geschreven (Mariafeesten, Feest van Johannes de Doper, Sint Michaelsfeest en Hervormingsdag) en die binnen het kerkelijk jaar geplaatst worden.
Hoewel het geen cantates betreft, zijn ook werken van Bach opgenomen die voor een specifieke dag in het kerkelijk jaar zijn gecomponeerd (de oratoria voor kerst, Hemelvaartsdag en Pasen; de passies).
De kolommen geven het volgende weer:
- Eerste kolom: de dag in het kerkelijk jaar (in de meeste gevallen een zondag; in andere gevallen bijzondere feestdagen).
- Tweede kolom: de titels van de cantates, respectievelijk andere werken gecomponeerd voor een specifieke dag, en de nummering van die composities conform de BWV.
- Derde kolom: de plaats waar de cantate werd gecomponeerd (met tussen haakjes de cantatejaargang voor de cantates uit Leipzig of de vermelding dat een vroegere cantate later is opgenomen in cantatejaargang I uit Leipzig):
  - Mühlhausen (voor 1713)
  - Weimar (1713-1716)
  - Köthen (1717-1723)
  - Leipzig (1723- ):
    - jaargang I 1723-1724
    - jaargang II 1724-1725
    - jaargang III 1725-1726 en begin 1727
    - jaargang IV 1727-1729
    - jaargang V 1730-1737
- Vierde kolom: de datum van eerste uitvoering.
- Vijfde kolom: de Bijbelpassages voor de lezing in de dienst van de betreffende dag. De cantateteksten sluiten op de Bijbellezing aan.
- Zesde kolom: de datum die de cantate binnen het huidige lopende kerkelijk jaar heeft.

De cantates voor bijzondere gelegenheden in de tweede tabel vormen de tweede categorie cantates: cantates ter gelegenheid van de inwijding van een orgel, wisseling van de raad, trouw- en rouwplechtigheden en een groep cantates waarvan niet vaststaat waar ze voor zijn bestemd.
De wereldlijke cantates voor hof, adel en burgers, opgenomen in de derde tabel, vormen de derde categorie cantates:
- Feestmuziek voor de vorstenhuizen van Weimar, Weißenfels en Köthen
- Feestmuziek voor het keurvorstelijk huis van Saksen
- Feestmuziek voor festiviteiten van de Universiteit van Leipzig
- Feestmuziek voor festiviteiten van raad en school van Leipzig
- Huldigingsmuziek voor adellijke personen en burgers in Leipzig
- Huwelijkscantates
- Wereldlijke cantates voor verschillende bestemmingen

De vierde tabel geeft de chronologie van de kerkelijke cantates en de plaats waar zij zijn gecomponeerd door Bach.
De vijfde tabel geeft de apocriefe cantates van Bach. Dit zijn de cantates die zijn opgenomen in de BWV, maar waar door musicologisch onderzoek uit is gebleken dat zij niet door Bach zijn gecomponeerd. De cantates zijn gecomponeerd door Johann Christoph Altnikol, Johann Ernst Bach, Johann Ludwig Bach, Georg Melchior Hoffmann, Johann Kuhnau, Georg Philipp Telemann en door twee onbekende componisten.

## Eerste tabel
| Dag                                                                        | - Cantates - Werken voor specifieke kerkelijke hoogtijdagen                                        | - Plaats van compositie - Cantatejaargang                           | Datum van eerste uitvoering                                          | Bijbellezing voor de dienst waarin de cantate werd/wordt gebruikt                      | - Datum voor 2024-2025 - Bijzonderheden |
| -------------------------------------------------------------------------- | -------------------------------------------------------------------------------------------------- | ------------------------------------------------------------------- | -------------------------------------------------------------------- | -------------------------------------------------------------------------------------- | --- |
| I: VAN ADVENT TOT EN MET TRINITATIS                                        | |                                                                     |                                                                      |                                                                                        | |
| Eerste adventszondag                                                       | Nun komm, der Heiden Heiland; BWV 61                                                               | Weimar (opgenomen in I)                                             | 2 december 1714                                                      | Mattheüs 21: 1-9. Intocht in Jeruzalem                                                 | 1 december 2024 |
| Eerste adventszondag                                                       | Nun komm, der Heiden Heiland (koraalcantate); BWV 62                                               | Leipzig (II)                                                        | 3 december 1724                                                      | Mattheüs 21: 1-9. Intocht in Jeruzalem                                                 | 1 december 2024 |
| Eerste adventszondag                                                       | Schwingt freudig euch empor; BWV 36                                                                | Leipzig (III)                                                       | 2 december 1725 en 2 december 1731 in tweedelige, uitgebreide versie | Mattheüs 21: 1-9. Intocht in Jeruzalem                                                 | 1 december 2024 |
| Tweede adventszondag                                                       | Wachet! betet! betet! wachet!; BWV 70a                                                             | Weimar (opgenomen in I)                                             | 6 december 1716                                                      | Lucas 21: 25-33. Rede over het eind der tijden                                         | 8 december 2024; BWV 70a (Weimar) is slechts overgeleverd in de uitgebreidere versie BWV 70 (cantate voor de 26e zondag na Trinitatis; Leipzig). De delen 1, 3, 5, 8, 10 en 11 van BWV 70 vormen waarschijnlijk BWV 70a |
| Derde adventszondag                                                        | Ärgre dich, o Seele, nicht; BWV 186a                                                               | Weimar                                                              | 13 december 1716                                                     | Mattheüs 11: 2-10. Jezus en Johannes de Doper                                          | 15 december 2024; BWV 186 = delen 1, 3, 5, 8, 10, 11 |
| Vierde adventszondag                                                       | Bereitet die Wege, bereitet die Bahn; BWV 132                                                      | Weimar                                                              | 22 december 1715                                                     | Johannes 1: 19-28. Getuigenis van Johannes de Doper                                    | 22 december 2024 BWV 147 (voor Maria Visitatie, 2 juli) = delen 1, 3, 5, 7 ,9 en 10 (andere delen verloren) |
| Vierde adventszondag                                                       | Herz und Mund und Tat und Leben; BWV147a                                                           | Weimar (opgenomen in I)                                             | 20 december 1716;                                                    | Johannes 1: 19-28. Getuigenis van Johannes de Doper                                    | 22 december 2024 BWV 147 (voor Maria Visitatie, 2 juli) = delen 1, 3, 5, 7 ,9 en 10 (andere delen verloren) |
| Eerste kerstdag                                                            | Christen, ätzet diesen Tag; BWV 63                                                                 | Weimar                                                              | 25 december 1724                                                     | Lucas 2: 1-20; de geboorte van Jezus                                                   | 25 december 2024 |
| Eerste kerstdag                                                            | Gelobet seist du, Jesu Christ (koraalcantate); BWV 91                                              | Leipzig (II)                                                        | 25 december 1724                                                     | Lucas 2: 1-20; de geboorte van Jezus                                                   | 25 december 2024 |
| Eerste kerstdag                                                            | Unser Mund sei voll Lachens; BWV 110                                                               | Leipzig (III)                                                       | 25 december 1725                                                     | Lucas 2: 1-20; de geboorte van Jezus                                                   | 25 december 2024 |
| Eerste kerstdag                                                            | Magnificat in Es; BWV 243a                                                                         | Leipzig                                                             |                                                                      | Lucas 2: 1-20; de geboorte van Jezus                                                   | 25 december 2024 |
| Eerste kerstdag                                                            | Jauchzet, frohlocket, auf, preiset die Tage (Weihnachtsoratorium); BWV 248/1                       | Leipzig                                                             | 25 december 1734                                                     | Lucas 2: 1-20; de geboorte van Jezus                                                   | 25 december 2024 |
| Eerste kerstdag                                                            | Gloria in excelsis Deo; BWV 191                                                                    | Leipzig                                                             | 25 december 1740                                                     | Lucas 2: 1-20; de geboorte van Jezus                                                   | 25 december 2024 |
| Tweede kerstdag                                                            | Darzu ist erschienen der Sohn Gottes; BWV 40                                                       | Leipzig (I)                                                         | 26 december 1723                                                     | Lucas 2:15-20 en voor de steniging van Stefanus Mattheüs 23:34-39                      | 26 december 2024 |
| Tweede kerstdag                                                            | Christum wir sollen loben schon (koraalcantate); BWV 121                                           | Leipzig (III)                                                       | 26 december 1724                                                     | Lucas 2:15-20 en voor de steniging van Stefanus Mattheüs 23:34-39                      | 26 december 2024 |
| Tweede kerstdag                                                            | Selig ist der Mann (Dialogus); BWV 57                                                              | Leipzig (III)                                                       | 26 december 1725                                                     | Lucas 2:15-20 en voor de steniging van Stefanus Mattheüs 23:34-39                      | 26 december 2024 |
| Tweede kerstdag                                                            | Und es waren Hirten in derselben Gegend (Weihnachtsoratorium); BWV 248/2                           | Leipzig                                                             | 26 december 1734                                                     | Lucas 2:15-20 en voor de steniging van Stefanus Mattheüs 23:34-39                      | 26 december 2024 |
| Derde kerstdag                                                             | Sehet, welch eine Liebe; BWV 64                                                                    | Leipzig (I)                                                         | 27 december 1723                                                     | Johannes 1: 1-14. Het woord is mens geworden                                           | 27 december 2024 |
| Derde kerstdag                                                             | Ich freue mich in dir (Koraalcantate); BWV 133                                                     | Leipzig (II)                                                        | 27 december 1724                                                     | Johannes 1: 1-14. Het woord is mens geworden                                           | 27 december 2024 |
| Derde kerstdag                                                             | Süßer Trost, mein Jesus kömmt; BWV 151                                                             | Leipzig (III)                                                       | 27 december 1725                                                     | Johannes 1: 1-14. Het woord is mens geworden                                           | 27 december 2024 |
| Derde kerstdag                                                             | Herrscher des Himmels, erhöre das Lallen (Weihnachtsoratorium); BWV 248/3                          | Leipzig                                                             | 27 december 1734                                                     | Johannes 1: 1-14. Het woord is mens geworden                                           | 27 december 2024 |
| Zondag na Kerstmis                                                         | Tritt auf die Glaubensbahn (Koraalcantate); BWV 152                                                | Weimar                                                              | 30 december 1714                                                     | Lucas 2: 33-40. Aanbieding in de tempel (Simeon en Hanna)                              | 29 december 2024 |
| Zondag na Kerstmis                                                         | Das neugeborene Kindelein; BWV 122                                                                 | Leipzig (II)                                                        | 31 december 1724                                                     | Lucas 2: 33-40. Aanbieding in de tempel (Simeon en Hanna)                              | 29 december 2024 |
| Zondag na Kerstmis                                                         | Gottlob! nun geht das Jahr zu Ende; BWV 28                                                         | Leipzig (III)                                                       | 30 december 1725                                                     | Lucas 2: 33-40. Aanbieding in de tempel (Simeon en Hanna)                              | 29 december 2024 |
| Nieuwjaar                                                                  | Singet den Herrn ein neues Lied; BWV 190                                                           | Leipzig (I)                                                         | 1 januari 1724                                                       | Lucas 2:21; naamgeving van Jezus                                                       | 1 januari 2025 |
| Nieuwjaar                                                                  | Jesu, nun sei gepreiset (Koraalcantate); BWV 41                                                    | Leipzig (II)                                                        | 1 januari 1725                                                       | Lucas 2:21; naamgeving van Jezus                                                       | 1 januari 2025 |
| Nieuwjaar                                                                  | Herr Gott, dich loben wir; BWV 16                                                                  | Leipzig (III)                                                       | 1 januari 1726                                                       | Lucas 2:21; naamgeving van Jezus                                                       | 1 januari 2025 |
| Nieuwjaar                                                                  | Gott, wie dein Name, so ist auch dein Ruhm; BWV 171                                                | Leipzig (III)                                                       | 1 januari 1729                                                       | Lucas 2:21; naamgeving van Jezus                                                       | 1 januari 2025 |
| Nieuwjaar                                                                  | Fallt mit Danken, fallt mit Loben (Weihnachtsoratorium); BWV 248/4                                 | Leipzig                                                             | 1 januari 1735                                                       | Lucas 2:21; naamgeving van Jezus                                                       | 1 januari 2025 |
| Nieuwjaar                                                                  | Lobe den Herrn, meine Seele; BWV 143                                                               | Weimar (voor 1714)                                                  |                                                                      | Lucas 2:21; naamgeving van Jezus                                                       | 1 januari 2025 |
| Zondag na Nieuwjaar                                                        | Schau, lieber Gott, wie meine Feind; BWV 153                                                       | Leipzig (I)                                                         | 2 januari 1724                                                       | Lucas 2: 40-52 en Matteüs 2:13-23. Vlucht naar Egypte                                  | 5 januari 2025 |
| Zondag na Nieuwjaar                                                        | Ach Gott, wie manches Herzeleid II; BWV 58                                                         | Leipzig (III)                                                       | 5 januari 1727                                                       | Lucas 2: 40-52 en Matteüs 2:13-23. Vlucht naar Egypte                                  | 5 januari 2025 |
| Zondag na Nieuwjaar                                                        | Ehre sei dir, Gott, gesungen (Weihnachtsoratorium); BWV 248/5                                      | Leipzig                                                             | 2 januari 1735                                                       | Lucas 2: 40-52 en Matteüs 2:13-23. Vlucht naar Egypte                                  | 5 januari 2025 |
| Epifanie (Driekoningen/Openbaring van de Heer)                             | Sie werden aus Saba alle kommen; BWV 65                                                            | Leipzig (I)                                                         | 6 januari 1724                                                       | Mattheüs 2:1-12; de wijzen uit het oosten                                              | 6 januari 2025 |
| Epifanie (Driekoningen/Openbaring van de Heer)                             | Liebster Immanuel, Herzog der Frommen (Koraalcantate); BWV 123                                     | Leipzig (II)                                                        | 6 januari 1725                                                       | Mattheüs 2:1-12; de wijzen uit het oosten                                              | 6 januari 2025 |
| Epifanie (Driekoningen/Openbaring van de Heer)                             | Herr, wenn die stolzen Feinde schnauben (Weihnachtsoratorium); BWV 248/6                           | Leipzig                                                             | 6 januari 1735                                                       | Mattheüs 2:1-12; de wijzen uit het oosten                                              | 6 januari 2025 |
| Eerste zondag na Epifanie                                                  | Mein liebster Jesus ist verloren; BWV 154                                                          | Leipzig (I)                                                         | 9 januari 1724                                                       | Lucas 2:41-52; de 12-jarige Jezus in de tempel                                         | 12 januari 2025 |
| Eerste zondag na Epifanie                                                  | Meinen Jesum laß ich nicht (Koraalcantate); BWV 124                                                | Leipzig (II)                                                        | 7 januari 1725                                                       | Lucas 2:41-52; de 12-jarige Jezus in de tempel                                         | 12 januari 2025 |
| Eerste zondag na Epifanie                                                  | Liebster Jesu, mein verlangen; BWV 32                                                              | Leipzig (III)                                                       | 13 januari 1726                                                      | Lucas 2:41-52; de 12-jarige Jezus in de tempel                                         | 12 januari 2025 |
| Tweede zondag na Epifanie                                                  | Mein Gott, wie lang, ach lange; BWV 155                                                            | Weimar (opgenomen in I)                                             | 1715                                                                 | Johannes 2: 1-11. De bruiloft te Kana                                                  | 19 januari 2025 |
| Tweede zondag na Epifanie                                                  | Ach Gott, wie manches Herzeleid (Koraalcantate); BWV 3                                             | Leipzig (II)                                                        | 14 januari 1725                                                      | Johannes 2: 1-11. De bruiloft te Kana                                                  | 19 januari 2025 |
| Tweede zondag na Epifanie                                                  | Meine Seufzer, meine Tränen; BWV 13                                                                | Leipzig (III)                                                       | 20 januari 1726                                                      | Johannes 2: 1-11. De bruiloft te Kana                                                  | 19 januari 2025 |
| Derde zondag na Epifanie                                                   | Herr, wie du willt, so schicks mit mir; BWV 73                                                     | Leipzig (I)                                                         | 23 januari 1724                                                      | Mattheüs 8:1-13. Genezing van een melaatse; de centurio in Kapernaüm                   | 26 januari 2025 |
| Derde zondag na Epifanie                                                   | Was mein Gott will, das g'scheh allzeit (Koraalcantate); BWV 111                                   | Leipzig (II)                                                        | 21 januari 1725                                                      | Mattheüs 8:1-13. Genezing van een melaatse; de centurio in Kapernaüm                   | 26 januari 2025 |
| Derde zondag na Epifanie                                                   | Alles nur nach Gottes Willen; BWV 72                                                               | Leipzig (III)                                                       | 27 januari 1726                                                      | Mattheüs 8:1-13. Genezing van een melaatse; de centurio in Kapernaüm                   | 26 januari 2025 |
| Derde zondag na Epifanie                                                   | Ich steh mit einem Fuss im Grabe; BWV 156                                                          | Leipzig                                                             | 23 januari 1728                                                      | Mattheüs 8:1-13. Genezing van een melaatse; de centurio in Kapernaüm                   | 26 januari 2025 |
| Vierde zondag na Epifanie                                                  | Jesus schläft, was soll ich hoffen?; BWV 81                                                        | Leipzig (I)                                                         | 30 januari 1724                                                      | Mattheüs 8:23-27. Jezus stilt de storm                                                 | 2 februari 2025 |
| Vierde zondag na Epifanie                                                  | Wär Gott nicht mit uns diese Zeit (koraalcantate); BWV 14                                          | Leipzig                                                             | 1735                                                                 | Mattheüs 8:23-27. Jezus stilt de storm                                                 | 2 februari 2025 |
| Maria-Lichtmis/Lichtmis/ Maria-Reiniging                                   | Erfreute Zeit im neuen Bunde; BWV 83                                                               | Leipzig (I)                                                         | 2 februari 1724                                                      | Lucas 2:22-32; Wijding van Jezus in de tempel                                          | 2 februari 2025; BWV 158 ook voor 3e Paasdag |
| Maria-Lichtmis/Lichtmis/ Maria-Reiniging                                   | Mit Fried und Freud ich fahr dahin (Koraalcantate)); BWV 125                                       | Leipzig (II)                                                        | 2 februari 1725                                                      | Lucas 2:22-32; Wijding van Jezus in de tempel                                          | 2 februari 2025; BWV 158 ook voor 3e Paasdag |
| Maria-Lichtmis/Lichtmis/ Maria-Reiniging                                   | Ich lasse dich nicht, du segnest mich denn; BWV 157                                                | oorspronkelijk geschreven voor een rouwdienst in Pomßen bij Leipzig | 6 februari 1727                                                      | Lucas 2:22-32; Wijding van Jezus in de tempel                                          | 2 februari 2025; BWV 158 ook voor 3e Paasdag |
| Maria-Lichtmis/Lichtmis/ Maria-Reiniging                                   | Ich habe genug; BWV 82                                                                             | Leipzig (III)                                                       | 2 februari 1727                                                      | Lucas 2:22-32; Wijding van Jezus in de tempel                                          | 2 februari 2025; BWV 158 ook voor 3e Paasdag |
| Maria-Lichtmis/Lichtmis/ Maria-Reiniging                                   | Bekennen will ich seinen Namen; BWV 200                                                            | Leipzig                                                             | na 1735                                                              | Lucas 2:22-32; Wijding van Jezus in de tempel                                          | 2 februari 2025; BWV 158 ook voor 3e Paasdag |
| Maria-Lichtmis/Lichtmis/ Maria-Reiniging                                   | Der Friede sei mit dir; BWV 158                                                                    | Leipzig                                                             | voor 1735                                                            | Lucas 2:22-32; Wijding van Jezus in de tempel                                          | 2 februari 2025; BWV 158 ook voor 3e Paasdag |
| Maria-Lichtmis/Lichtmis/ Maria-Reiniging                                   | Komm, du süsse Todesstunde; BWV 161                                                                | Weimar?                                                             | 27 september 1716                                                    | Lucas 2:22-32; Wijding van Jezus in de tempel                                          | 2 februari 2025; BWV 158 ook voor 3e Paasdag |
| Vijfde zondag na Epifanie                                                  | geen cantates voor deze zondag bekend                                                              | 9 februari 2025                                                     |                                                                      |                                                                                        | |
| Septuagesima                                                               | Nimm, was dein ist, und gehe hin; BWV 144                                                          | Leipzig (I)                                                         | 6 februari 1724                                                      | Mattheüs 20:1-16; Gelijkenis van de arbeiders in de wijngaard                          | 16 februari 2025 |
| Septuagesima                                                               | Ich hab in Gottes Herz und Sinn (koraalcantate); BWV 92                                            | Leipzig (II)                                                        | 28 januari 1725                                                      | Mattheüs 20:1-16; Gelijkenis van de arbeiders in de wijngaard                          | 16 februari 2025 |
| Septuagesima                                                               | Ich bin vergnügt mit meinem Glücke (cantate voor sopraan solo); BWV 84                             | Leipzig (III)                                                       | 9 februari 1727                                                      | Mattheüs 20:1-16; Gelijkenis van de arbeiders in de wijngaard                          | 16 februari 2025 |
| Sexagesima                                                                 | Gleichwie der Regen und Schnee vom Himmel fällt; BWV 18                                            | Weimar? (opgenomen in I)                                            | 1713-1715                                                            | Lucas 8:4-15. Gelijkenis van de zaaier                                                 | 23 februari 2025 |
| Sexagesima                                                                 | Leichtgesinnte Flattergeister; BWV 181                                                             | Leipzig                                                             | 13 februari 1724                                                     | Lucas 8:4-15. Gelijkenis van de zaaier                                                 | 23 februari 2025 |
| Sexagesima                                                                 | Erhalt uns, Herr, bei deinem Wort (koraalcantate); BWV 126                                         | Leipzig (II)                                                        | 4 februari 1725                                                      | Lucas 8:4-15. Gelijkenis van de zaaier                                                 | 23 februari 2025 |
| Estomihi (quinquagesima, zondag voor Aswoensdag)                           | Du wahrer Gott und Davids Sohn; BWV 23                                                             | Köthen (voor Leipzig)                                               | 7 februari 1723                                                      | Lucas 18:31-43; Jezus intocht in Jeruzalem                                             | 2 maart 2025; BWV 23 geschreven als test voor cantorschap in Leipzig |
| Estomihi (quinquagesima, zondag voor Aswoensdag)                           | Jesus nahm zu sich die Zwölfe; BWV 22                                                              | Leipzig (I)                                                         | 7 februari 1723                                                      | Lucas 18:31-43; Jezus intocht in Jeruzalem                                             | 2 maart 2025; BWV 23 geschreven als test voor cantorschap in Leipzig |
| Estomihi (quinquagesima, zondag voor Aswoensdag)                           | Herr Jesu Christ, wahr’ Mensch und Gott (Koraalcantate); BWV 127                                   | Leipzig (II) (nog uit Köthen)                                       | 11 februari 1725 (na de preek)                                       | Lucas 18:31-43; Jezus intocht in Jeruzalem                                             | 2 maart 2025; BWV 23 geschreven als test voor cantorschap in Leipzig |
| Estomihi (quinquagesima, zondag voor Aswoensdag)                           | Sehet, wir gehn hinauf gen Jerusalem; BWV 159                                                      | Leipzig (III)                                                       | 27 februari 1729                                                     | Lucas 18:31-43; Jezus intocht in Jeruzalem                                             | 2 maart 2025; BWV 23 geschreven als test voor cantorschap in Leipzig |
| Invocabit                                                                  | geen cantates (stille tijd)                                                                        |                                                                     |                                                                      |                                                                                        | 9 maart 2025 |
| Reminiscere                                                                | geen cantates (stille tijd)                                                                        |                                                                     |                                                                      |                                                                                        | 16 maart 2025 |
| Oculi                                                                      | Widerstehe doch der Sünde; BWV 54                                                                  |                                                                     |                                                                      | Lucas 11:14-28                                                                         | 23 maart 2025 |
| Maria Boodschap (Annunciatie)                                              | Wie schön leuchtet der Morgenstern; BWV 1                                                          | Leipzig (I) Laatste cantate uit de koraalcantatecyclcus 1724/1725   | 25 maart 1715                                                        | Lucas 1:26-38. Aankondiging van de geboorte van Jezus                                  | 25 maart 2025 |
| Laetare                                                                    | geen cantates (stille tijd)                                                                        |                                                                     |                                                                      |                                                                                        | 30 maart 2025 |
| Judica                                                                     | geen cantates (stille tijd)                                                                        |                                                                     |                                                                      |                                                                                        | 6 april 2025 |
| Palmarum (Palmzondag)                                                      | Himmelskönig, sei willkommen; BWV 182                                                              | Weimar (opgenomen in I)                                             | 25 maart 1714 (eerste cantate als concertmeester in Weimar           | Johannes 12:12-24. Intocht in Jeruzalem                                                | 13 april 2025 |
| Goede Vrijdag                                                              | Johannes-Passion, eerste versie; BWV 245                                                           | Leipzig                                                             | 7 april 1724                                                         |                                                                                        | 18 april 2025 |
| Goede Vrijdag                                                              | Johannes-Passion, tweede versie; BWV 245                                                           | Leipzig                                                             | 30 maart 1725                                                        |                                                                                        | 18 april 2025 |
| Goede Vrijdag                                                              | Mattheüs-Passion, eerste versie; BWV 244                                                           | Leipzig                                                             | 11 april 1727                                                        |                                                                                        | 18 april 2025 |
| Goede Vrijdag                                                              | Matthäus-Passion, tweede versie; BWV 244                                                           | Leipzig                                                             | 30 maart 1736                                                        |                                                                                        | 18 april 2025 |
| Eerste paasdag                                                             | Christ lag in Todes Banden (Koraalcantate); BWV 4                                                  | Mühlhausen (opgenomen in I en II)                                   | 24 april 1707                                                        | Marcus 16:1-7. Het lege graf                                                           | 20 april 2025 |
| Eerste paasdag                                                             | Der Himmel lacht! die Erde jubilieret; BWV 31                                                      | Weimar                                                              | 1715                                                                 | Marcus 16:1-7. Het lege graf                                                           | 20 april 2025 |
| Eerste paasdag                                                             | Kommt, eilet und laufet (Paasoratorium); BWV 249                                                   | Leipzig                                                             | ca. 1738                                                             | Marcus 16:1-7. Het lege graf                                                           | 20 april 2025 |
| Tweede paasdag                                                             | Erfreut euch, ihr Erzen; BWV 66                                                                    | Leipzig (I)                                                         | 10 april 1724                                                        | Lucas 24:13-35. De Emmaüsgangers                                                       | 21 april 2025 |
| Tweede paasdag                                                             | Bleib bei uns, denn es will Abend werden; BWV 6                                                    | Leipzig (II)                                                        | 2 april 1725                                                         | Lucas 24:13-35. De Emmaüsgangers                                                       | 21 april 2025 |
| Derde paasdag                                                              | Ein Herz, das seinen Jesum lebend weiß; BWV 134                                                    | Leipzig (I)                                                         | 11 april 1724                                                        | Lucas 24:36-47. Jezus verschijnt aan de discipelen                                     | 22 april 2025; BWV 158 ook voor Maria-Lichtmis (oudere versie? [Dürr]) |
| Derde paasdag                                                              | Ich lebe, mein Herze; BWV 145                                                                      | Leipzig (III)                                                       | 19 april 1729                                                        | Lucas 24:36-47. Jezus verschijnt aan de discipelen                                     | 22 april 2025; BWV 158 ook voor Maria-Lichtmis (oudere versie? [Dürr]) |
| Derde paasdag                                                              | Der Friede sei mit dir; BWV 158                                                                    | Leipzig (III)                                                       | 1724-1735                                                            | Lucas 24:36-47. Jezus verschijnt aan de discipelen                                     | 22 april 2025; BWV 158 ook voor Maria-Lichtmis (oudere versie? [Dürr]) |
| Quasi modo geniti 1e zondag na Pasen;                                      | Halt im Gedächtnis Jesum Christ; BWV 67                                                            | Leipzig (I)                                                         | 16 april 1724                                                        | Johannes 20:19-31. Verschijning van Jezus                                              | 27 april 2025 |
| Quasi modo geniti 1e zondag na Pasen;                                      | Am Abends aber desselbigen Sabbaths; BWV 42                                                        | Leipzig (II)                                                        | 8 april 1725                                                         | Johannes 20:19-31. Verschijning van Jezus                                              | 27 april 2025 |
| Misericordias Domini (2e zondag na Pasen)                                  | Du Hirte Israel, höre;BWV 104                                                                      | Leipzig (I)                                                         | 23 april 1724                                                        | Johannes 10:12-16; "Ik ben de goede herder"                                            | 4 mei 2025 |
| Misericordias Domini (2e zondag na Pasen)                                  | Ich bin ein guter Hirt; BWV 85                                                                     | Leipzig (II)                                                        | 15 april 1725                                                        | Johannes 10:12-16; "Ik ben de goede herder"                                            | 4 mei 2025 |
| Misericordias Domini (2e zondag na Pasen)                                  | Der Herr ist mein getreuer Hirt (Koraalcantate); BWV 112                                           | Leipzig (V)                                                         | 8 april 1731                                                         | Johannes 10:12-16; "Ik ben de goede herder"                                            | 4 mei 2025 |
| Jubilate 3e zondag na Pasen                                                | Weinen, Klagen, Sorgen, Zagen; BWV 12                                                              | Weimar (opgenomen in I)                                             | 22 april 1714                                                        | Johannes 16:16-23a; Afscheidsrede van Jezus: jullie verdriet zal in vreugde veranderen | 11 mei 2025 |
| Jubilate 3e zondag na Pasen                                                | Ihr werdet weinen und heulen; BWV 103                                                              | Leipzig (II)                                                        | 22 april 1725                                                        | Johannes 16:16-23a; Afscheidsrede van Jezus: jullie verdriet zal in vreugde veranderen | 11 mei 2025 |
| Jubilate 3e zondag na Pasen                                                | Wir müssen durch viel Trübsal; BWV 146                                                             | Leipzig (III)                                                       | 12 mei 1726                                                          | Johannes 16:16-23a; Afscheidsrede van Jezus: jullie verdriet zal in vreugde veranderen | 11 mei 2025 |
| Cantate (4e zondag na Pasen)                                               | Wo gehest du hin; BWV 166                                                                          | Leipzig (I)                                                         | 7 mei 1724                                                           | Johannes 16:5-15; Afscheidsrede van Jezus                                              | 18 mei 2025 |
| Cantate (4e zondag na Pasen)                                               | Es ist euch gut, daße ich hingehe; BWV 108                                                         | Leipzig (II)                                                        | 29 april 1725                                                        | Johannes 16:5-15; Afscheidsrede van Jezus                                              | 18 mei 2025 |
| Rogate (5e zondag na Pasen)                                                | Wahrlich, wahrlich, Ich sage euch; BWV 86                                                          | Leipzig (I)                                                         | 14 mei 1724                                                          | Johannes 16:23b-30; Afscheidsrede van Jezus                                            | 25 mei 2025 |
| Rogate (5e zondag na Pasen)                                                | Bisher habt ihr nichts gebeten in meinem Namen; BWV 87                                             | Leipzig (II)                                                        | 6 mei 1725                                                           | Johannes 16:23b-30; Afscheidsrede van Jezus                                            | 25 mei 2025 |
| Hemelvaart                                                                 | Wer da gläubet und getauft wird; BWV 37                                                            | Leipzig (I)                                                         | 18 mei 1724                                                          | Marcus 16:14-20; laatste woorden van Jezus voor zijn hemelvaart                        | 29 mei 2025 |
| Hemelvaart                                                                 | Auf Christi Himmelfahrt allein; BWV 128                                                            | Leipzig (II)                                                        | 10 mei 1725                                                          | Marcus 16:14-20; laatste woorden van Jezus voor zijn hemelvaart                        | 29 mei 2025 |
| Hemelvaart                                                                 | Gott fähret auf mit Jauchzen; BWV 43                                                               | Leipzig (III)                                                       | 30 mei 1726                                                          | Marcus 16:14-20; laatste woorden van Jezus voor zijn hemelvaart                        | 29 mei 2025 |
| Hemelvaart                                                                 | Lobet Gott in seinen Reichen (Oratorium Festo Ascensiensis Christi Himmelfahrtsoratorium); BWV 11  | Leipzig                                                             | 19 mei 1735                                                          | Marcus 16:14-20; laatste woorden van Jezus voor zijn hemelvaart                        | 29 mei 2025 |
| Exaudi (6e zondag na Pasen)                                                | Sie werden euch in den Bann tun; BWV 44                                                            | Leipzig (I)                                                         | 21 mei 1724                                                          | Johannes 15:26-16:4; Afscheidsrede van Jezus                                           | 1 juni 2025 |
| Exaudi (6e zondag na Pasen)                                                | Sie werden euch in den Bann tun; BWV 183                                                           | Leipzig (II)                                                        | 13 mei 1725                                                          | Johannes 15:26-16:4; Afscheidsrede van Jezus                                           | 1 juni 2025 |
| Eerste pinksterdag                                                         | Erschallet, ihr Lieder; BWV 172                                                                    | Weimar (opgenomen in I)                                             | 1714?                                                                | Johannes 14:23-31a; Jezus belooft de zending van de Heilige Geest                      | 8 juni 2025 |
| Eerste pinksterdag                                                         | Wer mich liebet, der wird mein Wort halten; BWV 59                                                 | Leipzig (II)                                                        | 28 mei 1724 (na de preek)                                            | Johannes 14:23-31a; Jezus belooft de zending van de Heilige Geest                      | 8 juni 2025 |
| Eerste pinksterdag                                                         | Wer mich liebet, der wird mein Wort halten; BWV 74                                                 | Leipzig                                                             | 20 mei 1725                                                          | Johannes 14:23-31a; Jezus belooft de zending van de Heilige Geest                      | 8 juni 2025 |
| Eerste pinksterdag                                                         | O ewiges Feuer, o Ursprung der Liebe; BWV 34                                                       | Leipzig of Halle                                                    | 1746/1747?                                                           | Johannes 14:23-31a; Jezus belooft de zending van de Heilige Geest                      | 8 juni 2025 |
| Tweede pinksterdag                                                         | Erhöhtes Fleisch und Blut; BWV 173                                                                 | Leipzig (I)                                                         | 29 mei 1724                                                          | Johannes 3:16-21; "want God had de wereld zo lief..."                                  | 9 juni 2025 |
| Tweede pinksterdag                                                         | Also hat Gott die Welt geliebt; BWV 68                                                             | Leipzig (II)                                                        | 21 mei 1725                                                          | Johannes 3:16-21; "want God had de wereld zo lief..."                                  | 9 juni 2025 |
| Tweede pinksterdag                                                         | Ich liebe den Höchsten von ganzen Gemüte; BWV 174                                                  |                                                                     | 6 juni 1729                                                          | Johannes 3:16-21; "want God had de wereld zo lief..."                                  | 9 juni 2025 |
| Derde pinksterdag                                                          | Erwünschtes Freudenlicht; BWV 184                                                                  | Leipzig (I)                                                         | 30 mei 1724                                                          | Johannes 10:1-11; De goede herder                                                      | 10 juni 2025 |
| Derde pinksterdag                                                          | Er rufet seinen Schafen mit Namen; BWV 175                                                         | Leipzig (II)                                                        | 22 mei 1725                                                          | Johannes 10:1-11; De goede herder                                                      | 10 juni 2025 |
| Trinitatis (Hoogfeest van de Heilige Drie-eenheid / Drievuldigheidszondag) | O heilges Geist- und Wasserbad; BWV 165                                                            | Weimar (opgenomen in I)                                             | 16 juni 1715                                                         | Johannes 3:1-15; Jezus en Nicodemus                                                    | 15 juni 2025 |
| Trinitatis (Hoogfeest van de Heilige Drie-eenheid / Drievuldigheidszondag) | Es ist ein trotzig und verzagt Ding; BWV 176 (cantate waarmee Bach 2e jaargang (1724-1725) afsluit | Leipzig (II)                                                        | 27 mei 1725                                                          | Johannes 3:1-15; Jezus en Nicodemus                                                    | 15 juni 2025 |
| Trinitatis (Hoogfeest van de Heilige Drie-eenheid / Drievuldigheidszondag) | Gelobet sei der Herr, mein Gott (Koraalcantate); BWV 129                                           |                                                                     | 16 juni 1726                                                         | Johannes 3:1-15; Jezus en Nicodemus                                                    | 15 juni 2025 |
| II: VAN TRINITATIS TOT HET EIND VAN HET KERKELIJK JAAR                     | |                                                                     |                                                                      |                                                                                        | |
| 1e zondag na Trinitatis                                                    | Die Elenden sollen essen; BWV 75 (opening 1e cantatejaargang); deel voor en na preek               | Leipzig (I)                                                         | 30 mei 1723                                                          | Lucas 16:19-31; Gelijkenis van de rijke man en de arme Lazarus                         | 22 juni 2025 |
| 1e zondag na Trinitatis                                                    | O Ewigkeit, du Donnerwort (Koraalcantate); BWV 20                                                  | Leipzig (II)                                                        | 11 juni 1723                                                         | Lucas 16:19-31; Gelijkenis van de rijke man en de arme Lazarus                         | 22 juni 2025 |
| 1e zondag na Trinitatis                                                    | Brich dem Hungrigen dein Brot; BWV 39                                                              | Leipzig (III)                                                       | 23 juni 1726                                                         | Lucas 16:19-31; Gelijkenis van de rijke man en de arme Lazarus                         | 22 juni 2025 |
| Feest van Johannes de Doper/ Geboorte Johannes de Doper                    | Ihr Menschen, rühmet Gottes Liebe; BWV 167                                                         | Leipzig (I)                                                         | 24 juni 1723                                                         | Lucas 1:57-68. Geboorte van Johannes                                                   | 24 juni 2025 |
| Feest van Johannes de Doper/ Geboorte Johannes de Doper                    | Christ unser Herr zum Jordan kam (Koraalcantate); BWV 7                                            | Leipzig (II)                                                        | 24 juni 1724                                                         | Lucas 1:57-68. Geboorte van Johannes                                                   | 24 juni 2025 |
| Feest van Johannes de Doper/ Geboorte Johannes de Doper                    | Freue dich, erlöste Schar; BWV 30; deel voor en na preek                                           | Leipzig                                                             | 24 juni 1738                                                         | Lucas 1:57-68. Geboorte van Johannes                                                   | 24 juni 2025 |
| 2e zondag na Trinitatis                                                    | Die Himmel erzählen die Ehre Gottes; BWV 76; deel voor en na preek                                 | Leipzig (I)                                                         | 6 juni 1723                                                          | Lucas 14:16-24. Gelijkenis van het grote feestmaal                                     | 29 juni 2025 |
| 2e zondag na Trinitatis                                                    | Ach Gott, von Himmel sieh darein (Koraalcantate); BWV 2                                            | Leipzig (II)                                                        | 18 juni 1724                                                         | Lucas 14:16-24. Gelijkenis van het grote feestmaal                                     | 29 juni 2025 |
| Maria Visitatie                                                            | Herz und Mund und Tat und Leben; BWV 147                                                           | Leipzig                                                             | 2 juli 1723                                                          | Lucas 1:35-56. Maria bezoekt Elisabeth                                                 | 2 juli 2025; van BWV 147 de delen 1, 3, 5, 7, 9 en 10 (zie ook 4e Advent) |
| Maria Visitatie                                                            | Meine Seel erhebt den Herren (Koraalcantate); BWV 10                                               | Leipzig (II)                                                        | 2 juli 1725                                                          | Lucas 1:35-56. Maria bezoekt Elisabeth                                                 | 2 juli 2025; van BWV 147 de delen 1, 3, 5, 7, 9 en 10 (zie ook 4e Advent) |
| 3e zondag na Trinitatis                                                    | Ich hatte viel Bekümmernis; BWV 21; deel voor en na preek                                          | Weimar (opgenomen in I)                                             | 17 juni 1724                                                         | Lucas 15:1-10. Gelijkenis van het verloren schaap                                      | 6 juli 2025 |
| 3e zondag na Trinitatis                                                    | Ach Herr, mich armen Sünder (Koraalcantate); BWV 135                                               | Leipzig (II)                                                        | 25 juni 1724                                                         | Lucas 15:1-10. Gelijkenis van het verloren schaap                                      | 6 juli 2025 |
| 4e zondag na Trinitatis                                                    | Barmherziges Herze der ewigen Liebe; BWV 185                                                       | Weimar (opgenomen in I)                                             | 14 juli 1715                                                         | Lucas 6:36-42; de Bergrede: wees barmharig en oordeel niet                             | 13 juli 2025 |
| 4e zondag na Trinitatis                                                    | Ein ungefärbt Gemüte; BWV 24                                                                       | Leipzig (I)                                                         | 20 juni 1723                                                         | Lucas 6:36-42; de Bergrede: wees barmharig en oordeel niet                             | 13 juli 2025 |
| 4e zondag na Trinitatis                                                    | Ich ruf zu dir, Herr Jesu Christ (Koraalcantate); BWV 177                                          | Leipzig (III)                                                       | 6 juli 1723                                                          | Lucas 6:36-42; de Bergrede: wees barmharig en oordeel niet                             | 13 juli 2025 |
| 5e zondag na Trinitatis                                                    | Wer nun den lieben Gott läßt walten (Koraalcantate); BWV 93                                        | Leipzig (II)                                                        | 9 juli 1724                                                          | Lucas 5:1-11; de wonderbare visvangst                                                  | 20 juli 2025 |
| 5e zondag na Trinitatis                                                    | Siehe, ich will viel Fischer aussenden; BWV 88                                                     | Leipzig (III)                                                       | 21 juli 1726                                                         | Lucas 5:1-11; de wonderbare visvangst                                                  | 20 juli 2025 |
| 5e zondag na Trinitatis                                                    | In alle meinen Taten (Koraalcantate); BWV 97                                                       | Leipzig (III)                                                       | 1734                                                                 | Lucas 5:1-11; de wonderbare visvangst                                                  | 20 juli 2025 |
| 6e zondag na Trinitatis                                                    | Vergnügte Ruh, beleibte Seelenrust; BWV 170                                                        | Leipzig (III)                                                       | 28 juli 1726                                                         | Mattheüs 5:20-26; de Bergrede                                                          | 27 juli 2025 |
| 6e zondag na Trinitatis                                                    | Es ist das Heil uns kommen her (Koraalcantate); BWV 9                                              | Leipzig                                                             | 20 juli 1732                                                         | Mattheüs 5:20-26; de Bergrede                                                          | 27 juli 2025 |
| 7e zondag na Trinitatis                                                    | Ärgre dich, o Seele, nicht; BWV 186 (bewerking BWV 186a; zie 3e advent)                            | Leipzig (I)                                                         | 11 juli 1723                                                         | Marcus 8:1-9. Spijziging van de 4000                                                   | 3 augustus 2025; voor de 7e zondag de delen 1, 3, 5, 8, 10 en 11 |
| 7e zondag na Trinitatis                                                    | Was willst du dich betrüben (Koraalcantate); BWV 107                                               | Leipzig (II)                                                        | 23 juli 1724                                                         | Marcus 8:1-9. Spijziging van de 4000                                                   | 3 augustus 2025; voor de 7e zondag de delen 1, 3, 5, 8, 10 en 11 |
| 7e zondag na Trinitatis                                                    | Es wartet alles auf dich; BWV 187; deel voor en na preek                                           | Leipzig (III)                                                       | 4 augustus 1726                                                      | Marcus 8:1-9. Spijziging van de 4000                                                   | 3 augustus 2025; voor de 7e zondag de delen 1, 3, 5, 8, 10 en 11 |
| 8e zondag na Trinitatis                                                    | Erforsche mich, Gott, und erfahre mein Herz; BWV 136                                               | Leipzig (I)                                                         | 18 juli 1723                                                         | Mattheüs 7:15-23; Bergrede: waarschuwing voor valse profeten                           | 10 augustus 2025 |
| 8e zondag na Trinitatis                                                    | Wo Gott der Herr nicht bei uns hält (Koraalcantate); BWV 178                                       | Leipzig (II)                                                        | 30 juli 1724                                                         | Mattheüs 7:15-23; Bergrede: waarschuwing voor valse profeten                           | 10 augustus 2025 |
| 8e zondag na Trinitatis                                                    | Es ist dir gesagt, Mensch, was gut ist; BWV 45; deel voor en na preek                              | Leipzig (III)                                                       | 11 augustus 1726                                                     | Mattheüs 7:15-23; Bergrede: waarschuwing voor valse profeten                           | 10 augustus 2025 |
| 9e zondag na Trinitatis                                                    | Herr, gehe nicht ins Gericht; BWV 105                                                              | Leipzig (I)                                                         | 25 juli 1723                                                         | Lucas 16:1-9; gelijkenis van de onrechtvaardige rentmeester                            | 17 augustus 2025 |
| 9e zondag na Trinitatis                                                    | Was frag ich nach der Welt (Koraalcantate); BWV 94                                                 | Leipzig (II)                                                        | 6 augustus 1724                                                      | Lucas 16:1-9; gelijkenis van de onrechtvaardige rentmeester                            | 17 augustus 2025 |
| 9e zondag na Trinitatis                                                    | Tue Rechnung! Donnerwort; BWV 168                                                                  | Leipzig (III)                                                       | 29 juli 1725                                                         | Lucas 16:1-9; gelijkenis van de onrechtvaardige rentmeester                            | 17 augustus 2025 |
| 10e zondag na Trinitatis                                                   | Schauet doch und sehet, ob irgend ein Schmerz sei; BWV 46                                          | Leipzig (I)                                                         | 1 augustus 1723                                                      | Lucas 19:41-48; voorzegging van de verwoesting van Jeruzalem                           | 24 augustus 2025 |
| 10e zondag na Trinitatis                                                   | Nimm von uns, Herr, du treuer Gott (Koraalcantate); BWV 101                                        | Leipzig (II)                                                        | 13 augustus 1724                                                     | Lucas 19:41-48; voorzegging van de verwoesting van Jeruzalem                           | 24 augustus 2025 |
| 10e zondag na Trinitatis                                                   | Herr, deine Augen sehen nach dem Glauben; BWV 102; deel voor en na preek                           | Leipzig (III)                                                       | 25 augustus 1726                                                     | Lucas 19:41-48; voorzegging van de verwoesting van Jeruzalem                           | 24 augustus 2025 |
| 11e zondag na Trinitatis                                                   | Mein Herze schwimmt im Blut; BWV 199                                                               | Weimar (opgenomen in I)                                             | 1713?                                                                | Lucas 18:9-14. Gelijkenis van de Farizeeër en de tollenaar                             | 31 augustus 2025 |
| 11e zondag na Trinitatis                                                   | Siehe zu, daß deine Gottesfrucht nicht Heuchelei sei; BWV 179; deel voor en na preek               | Leipzig (I)                                                         | 8 augustus 1723                                                      | Lucas 18:9-14. Gelijkenis van de Farizeeër en de tollenaar                             | 31 augustus 2025 |
| 11e zondag na Trinitatis                                                   | Herr Jesu Christ, du höchstes Gut (Koraalcantate); BWV 113                                         | Leipzig (II)                                                        | 20 augustus 1724                                                     | Lucas 18:9-14. Gelijkenis van de Farizeeër en de tollenaar                             | 31 augustus 2025 |
| 12e zondag na Trinitatis                                                   | Lobe den Herrn, meine Seele; BWV 69a                                                               | Leipzig (I)                                                         | 15 augustus 1723                                                     | Marcus 7:31-37; genezing van een doofstomme                                            | 7 september 2025 |
| 12e zondag na Trinitatis                                                   | Lobe den Herren, den mächtigen König der Ehren (Koraalcantate); BWV 137                            | Leipzig (III)                                                       | 19 augustus 1725                                                     | Marcus 7:31-37; genezing van een doofstomme                                            | 7 september 2025 |
| 12e zondag na Trinitatis                                                   | Geist und Seele sind verwirret; BWV 35; deel voor en na preek                                      | Leipzig (III)                                                       | 8 september 1726                                                     | Marcus 7:31-37; genezing van een doofstomme                                            | 7 september 2025 |
| 13e zondag na Trinitatis                                                   | Du sollt Gott, deinen Herren, lieben; BWV 77                                                       | Leipzig (I)                                                         | 22 augustus 1723                                                     | Lucas 10:23-27. Gelijkenis van de barmhartige Samaritaan                               | 14 september 2025 |
| 13e zondag na Trinitatis                                                   | Allein zu dir, Herr Jesu Christ (Koraalcantate); BWV 33                                            | Leipzig (II)                                                        | 3 september 1724                                                     | Lucas 10:23-27. Gelijkenis van de barmhartige Samaritaan                               | 14 september 2025 |
| 13e zondag na Trinitatis                                                   | Ihr, die ihr euch von Christo nennet; BWV 164                                                      | Leipzig (III)                                                       | 26 augustus 1725                                                     | Lucas 10:23-27. Gelijkenis van de barmhartige Samaritaan                               | 14 september 2025 |
| 14e zondag na Trinitatis                                                   | Es ist nichts Gesundes an meinem Leibe; BWV 25                                                     | Leipzig (I)                                                         | 29 augustus 1723                                                     | Lucas 17: 11-19; genezing van tien melaatsen                                           | 21 september 2025 |
| 14e zondag na Trinitatis                                                   | Jesu, der du meine Seele (Koraalcantate); BWV 78                                                   | Leipzig (II)                                                        | 10 september 1724                                                    | Lucas 17: 11-19; genezing van tien melaatsen                                           | 21 september 2025 |
| 14e zondag na Trinitatis                                                   | Wer Dank opfert, der preiset mich; BWV 17; deel voor en na preek                                   | Leipzig (III)                                                       | 22 september 1726                                                    | Lucas 17: 11-19; genezing van tien melaatsen                                           | 21 september 2025 |
| 15e zondag na Trinitatis                                                   | Was betrübst du dich, mein Herz; BWV 138                                                           | Leipzig (I)                                                         | 5 september 1723                                                     | Mattheüs:24-24; uit de Bergrede                                                        | 28 september 2025 |
| 15e zondag na Trinitatis                                                   | Was Gott tut, das ist wohlgetan (Koraalcantate); BWV 99                                            | Leipzig (II)                                                        | 17 september 1724                                                    | Mattheüs:24-24; uit de Bergrede                                                        | 28 september 2025 |
| 15e zondag na Trinitatis                                                   | Jauchzet Gott in allen Landen; BWV 51                                                              | Leipzig                                                             | 17 september 1730                                                    | Mattheüs:24-24; uit de Bergrede                                                        | 28 september 2025 |
| Sint-Michaelsfeest                                                         | Herr Gott, dich loben alle wir (Koraalcantate); BWV 130                                            | Leipzig (II)                                                        | 29 september 1724                                                    | Openbaringen 12:7-9; de strijd van aartsengel Michaël met de draak                     | 29 september 2025 |
| Sint-Michaelsfeest                                                         | Es erhub sich ein Streit; BWV 19                                                                   | Leipzig (III)                                                       | 29 september 1726                                                    | Openbaringen 12:7-9; de strijd van aartsengel Michaël met de draak                     | 29 september 2025 |
| Sint-Michaelsfeest                                                         | Man singet mit Freuden vom Sieg; BWV 149                                                           | Leipzig (III)                                                       | 29 september 1728?                                                   | Openbaringen 12:7-9; de strijd van aartsengel Michaël met de draak                     | 29 september 2025 |
| Sint-Michaelsfeest                                                         | Nun ist das Heil und die Kraft; BWV 50; openings- of slotdeel van verloren gegane cantate          | Lepzig (III)                                                        | 29 september 1723                                                    | Openbaringen 12:7-9; de strijd van aartsengel Michaël met de draak                     | 29 september 2025 |
| 16e zondag na Trinitatis                                                   | Komm, du süße Todesstunde;BWV 161                                                                  | Weimar                                                              | 27 september 1716                                                    | Lucas 7:11-17; opwekking van de jongeman uit Naïn                                      | 5 oktober 2025 |
| 16e zondag na Trinitatis                                                   | Christus, der ist mein Leben; BWV 95                                                               | Leipzig (I)                                                         | 12 september 1723                                                    | Lucas 7:11-17; opwekking van de jongeman uit Naïn                                      | 5 oktober 2025 |
| 16e zondag na Trinitatis                                                   | Liebster Gott, wenn werd ich sterben (Koraalcantate); BWV 8;                                       | Leipzig (II)                                                        | 24 september 1724                                                    | Lucas 7:11-17; opwekking van de jongeman uit Naïn                                      | 5 oktober 2025 |
| 16e zondag na Trinitatis                                                   | Wer weiß, wie nahe mir mein Ende; BWV 27                                                           | Leipzig (III)                                                       | 6 oktober 1726                                                       | Lucas 7:11-17; opwekking van de jongeman uit Naïn                                      | 5 oktober 2025 |
| 17e zondag na Trinitatis                                                   | Bringet dem Herrn Ehre seines Namens; BWV 148                                                      | Leipzig (I)                                                         | 19 september 1723                                                    | Lucas 14:1-11. Genezing van de waterzuchtige op de Sabbat                              | 12 oktober 2025 |
| 17e zondag na Trinitatis                                                   | Ach lieben Christen, seid getrost (Koraalcantate); BWV 114                                         | Leipzig (II)                                                        | 1 oktober 1724                                                       | Lucas 14:1-11. Genezing van de waterzuchtige op de Sabbat                              | 12 oktober 2025 |
| 17e zondag na Trinitatis                                                   | Wer sich selbst erhöhet, der soll erniedriget werden; BWV 47                                       | Leipzig (III)                                                       | 13 oktober 1726                                                      | Lucas 14:1-11. Genezing van de waterzuchtige op de Sabbat                              | 12 oktober 2025 |
| 18e zondag na Trinitatis                                                   | Herr Christ, der einge Gottessohn (Koraalcantate); BWV 96                                          | Leipzig (II)                                                        | 8 oktober 1724                                                       | Mattheüs 22:34-46. Proefstelling van de Farizeeën: liefde tot God en de naaste         | 19 oktober 2025 |
| 18e zondag na Trinitatis                                                   | Gott soll allein mein Herze haben; BWV 169                                                         | Leipzig (III)                                                       | 20 oktober 1726                                                      | Mattheüs 22:34-46. Proefstelling van de Farizeeën: liefde tot God en de naaste         | 19 oktober 2025 |
| 19e zondag na Trinitatis                                                   | Ich elender Mensch, wer wird mich erlösen; BWV 48                                                  | Leipzig (I)                                                         | 3 oktober 1723                                                       | Mattheüs 9:1-8. Genezing van een verlamde                                              | 26 oktober 2025 |
| 19e zondag na Trinitatis                                                   | Wo soll ich fliehen hin (Koraalcantate); BWV 5                                                     | Leipzig (II)                                                        | 15 oktober 1724                                                      | Mattheüs 9:1-8. Genezing van een verlamde                                              | 26 oktober 2025 |
| 19e zondag na Trinitatis                                                   | Ich will den Kreuzstab gerne tragen (cantate voor bas solo); BWV 56                                | Leipzig (III)                                                       | 27 oktober 1726                                                      | Mattheüs 9:1-8. Genezing van een verlamde                                              | 26 oktober 2025 |
| Hervormingsdag/Reformatiefeest                                             | Eine feste Burg ist unser Gott (Koraalcantate); BWV 80                                             | Weimar                                                              | ca. 1740                                                             | Johannes 2:13-22. Jezus schoont het tempelplein                                        | 31 oktober 2025 |
| Hervormingsdag/Reformatiefeest                                             | Gott der Herr ist Sonn und Schild; BWV 79                                                          | Leipzig (III)                                                       | 31 oktober 1725                                                      | Johannes 2:13-22. Jezus schoont het tempelplein                                        | 31 oktober 2025 |
| 20e zondag na Trinitatis                                                   | Ach! ich sehe, itzt, da ich zur Hochzeit gehe; BWV 162                                             | Weimar? (opgenomen in I)                                            | 1716                                                                 | Mattheüs 22:1-14; gelijkenis van het koninklijk bruiloftsmaal                          | 2 november 2025 |
| 20e zondag na Trinitatis                                                   | Schmücke dich, o liebe Seele (Koraalcantate); BWV 180                                              | Leipzig (II)                                                        | 22 oktober 1724                                                      | Mattheüs 22:1-14; gelijkenis van het koninklijk bruiloftsmaal                          | 2 november 2025 |
| 20e zondag na Trinitatis                                                   | Ich geh und suche mit Verlangen (cantate voor bas- of sopraansolo); BWV 49                         | Leipzig (III)                                                       | 3 november 1726                                                      | Mattheüs 22:1-14; gelijkenis van het koninklijk bruiloftsmaal                          | 2 november 2025 |
| 21e zondag na Trinitatis                                                   | Ich glaube, lieber Herr, hilf meinem Unglauben; BWV 109                                            | Leipzig (I)                                                         | 17 oktober 1723                                                      | Johannes 4:47-55; genezing van de zoon van een hoveling uit Kafarnaüm                  | 9 november 2025 |
| 21e zondag na Trinitatis                                                   | Aus tiefer Not schrei ich zu dir (Koraalcantate); BWV 38                                           | Leipzig (II)                                                        | 29 oktober 1724                                                      | Johannes 4:47-55; genezing van de zoon van een hoveling uit Kafarnaüm                  | 9 november 2025 |
| 21e zondag na Trinitatis                                                   | Was Gott tut, das ist wohlgetan; BWV 98                                                            | Leipzig (III)                                                       | 10 november 1726                                                     | Johannes 4:47-55; genezing van de zoon van een hoveling uit Kafarnaüm                  | 9 november 2025 |
| 21e zondag na Trinitatis                                                   | Ich habe mein Zuversicht; BWV 188                                                                  | Leipzig                                                             | 17 oktober 1728                                                      | Johannes 4:47-55; genezing van de zoon van een hoveling uit Kafarnaüm                  | 9 november 2025 |
| 22e zondag na Trinitatis                                                   | Was soll ich aus dir machen, Ephraim; BWV 89                                                       | Leipzig (I)                                                         | 24 oktober 1723                                                      | Mattheüs 18:23-35. Gelijkenis kwijtschelden schulden                                   | 16 november 2025 |
| 22e zondag na Trinitatis                                                   | Mach dich, mein Geist, bereit (Koraalcantate); BWV 115                                             | Leipzig (II)                                                        | 5 november 1724                                                      | Mattheüs 18:23-35. Gelijkenis kwijtschelden schulden                                   | 16 november 2025 |
| 22e zondag na Trinitatis                                                   | Ich armer Mensch, ich Sündenknecht (cantate voor tenorsolo); BWV 55                                | Leipzig (III)                                                       | 17 november 1726                                                     | Mattheüs 18:23-35. Gelijkenis kwijtschelden schulden                                   | 16 november 2025 |
| 23e zondag na Trinitatis                                                   | Nur jedem das seine; BWV 163                                                                       | Weimar                                                              | 1715                                                                 | Mattheüs 22:15-22. Vraag van de Farizeeërs over belasting betalen                      | 23 november 2025 |
| 23e zondag na Trinitatis                                                   | Wohl dem, der sich auf seinen Gott (Koraalcantate); BWV 139                                        | Leipzig (II)                                                        | 12 november 1724                                                     | Mattheüs 22:15-22. Vraag van de Farizeeërs over belasting betalen                      | 23 november 2025 |
| 23e zondag na Trinitatis                                                   | Falsche Welt, dir trau ich nicht (cantate voor sopraansolo); BWV 52                                | Leipzig (III)                                                       | 24 november 1726                                                     | Mattheüs 22:15-22. Vraag van de Farizeeërs over belasting betalen                      | 23 november 2025 |
| 24e zondag na Trinitatis                                                   | O Ewigkeit, du Donnerwort; BWV 60                                                                  | Leipzig (I)                                                         | 7 november 1723                                                      | Mattheüs 9:18-26; opwekking van het dochtertje van Jaïrus                              | Geen uitvoering in het kerkelijk jaar 2024-2025. Volgende uitvoering op 15 november 2026 |
| 24e zondag na Trinitatis                                                   | Ach wie flüchtig, ach wie nichtig (Koraalcantate); BWV 26                                          | Leipzig (II)                                                        | 19 november 1724                                                     | Mattheüs 9:18-26; opwekking van het dochtertje van Jaïrus                              | Geen uitvoering in het kerkelijk jaar 2024-2025. Volgende uitvoering op 15 november 2026 |
| 25e zondag na Trinitatis                                                   | Es reißet euch ein schrecklich Ende; BWV 90                                                        | Leipzig (I)                                                         | 14 november 1723                                                     | Mattheüs 24:15-28. Rede over het eind                                                  | Geen uitvoering in het kerkelijk jaar 2024-2025. Volgende uitvoering op 22 november 2026 |
| 25e zondag na Trinitatis                                                   | Du Friedefürst, Herr Jesu Christ; BWV 116                                                          | Leipzig (II)                                                        | 26 november 1724                                                     | Mattheüs 24:15-28. Rede over het eind                                                  | Geen uitvoering in het kerkelijk jaar 2024-2025. Volgende uitvoering op 22 november 2026 |
| 26e zondag na Trinitatis                                                   | Wachet! betet! betet! wachet!; BWV 70                                                              | Weimar (opgenomen in I)                                             | 1716                                                                 | Mattheüs 25:31-46. De terugkomst van de Mensenzoon                                     | Geen uitvoering in het kerkelijk jaar 2024-2025. Volgende uitvoering op 20 november 2027; Zie 2e Advent, BWV 70a = wrsch. delen 1, 3, 5, 8, 10, 11 van BWV 70                                                           |
| 27e zondag na Trinitatis                                                   | Wachet auf, ruft uns die Stimme; BWV 140                                                           | Leipzig                                                             | 25 november 1731                                                     | Mattheüs 25:1-13; gelijkenis van de vijf wijze en de vijf dwaze meisjes                | Geen uitvoering in het kerkelijk jaar 2024-2025. Volgende uitvoering op 25 november 2035 |
| Begin van nieuw kerkelijk jaar                                             | |                                                                     |                                                                      |                                                                                        | |

## Tweede tabel
| Gelegenheid                                      | Cantates | Tekst                                                    | Bijzonderheden |
| ------------------------------------------------ | --- | -------------------------------------------------------- | --- |
| Inwijding van orgel                              | Höchsterwünschtes Freudenfest; BWV 194 | - lezing: Openbaringen 21:2-8 - evangelie: Lucas 19:1-10 | Uitvoering op 2 november 1723 ter inwijding van het orgel in Störmthal bij Leipzig |
| Raadswisseling                                   | - Gott ist mein König; BWV 71 - Preise, Jerusalem, den Herrn; BWV 119 - Ihr Tore zu Sion; BWV 193 - Gott, man lobet dich in der Stille; BWV 120 - Wir danken dir, Gott, wir danken dir; BWV 29 - Lobe den Herrn, meine Seele; BWV 69              |                                                          | Van de volgende cantates is slechts de tekst overgeleverd: - Ratswechselkantate Mühlhausen 1709; BWV Anh.1 192 - Wünschet Jerusalem Glück; BWV Anh.1 4 - Gott, gib dein Gerichte dem Könige; BWV Anh.1 3 - Herrscher des Himmels, König der Ehren; BWV Anh.1 193 |
| Huwelijksinzegening                              | - Der Herr denket an uns; BWV 196 - O ewiges Feuer, o Ursprung der Liebe; BWV 34a - Herr Gott, Beherrscher aller Dinge; BWV 120a - Gott ist unsre Zuversicht; BWV 197 - Dem Gerechten muss das Licht; BWV 195                                     |                                                          | Van de volgende cantate is slechts de tekst overgeleverd: - Sein Segen fliesst daher wie ein Strom; BWV Anh.1 14 |
| Rouwplechtigheid                                 | - Gottes Zeit ist die allerbeste Zeit (Actus Tragicus); BWV 106 - Ich lasse dich nicht, du segnest mich denn; BWV 157 - Laß, Fürstin, laß noch einen Strahl(Trauer-Ode); BWV 198                                                                  |                                                          | Van de volgende cantate is slechts de tekst overgeleverd: - Klagt, Kinder, klagt es aller Welt; BWV 244a |
| Kerkelijke cantates met uiteenlopende bestemming | - Aus der Tiefen rufe ich, Herr, zu dir, BWV 131 - Nach dir, Herr, verlanget mich, BWV 150 - Nun danket alle Gott, BWV 192 - Sei Lob und Ehr dem höchsten Gut, BWV 117 - In allen meinen Taten, BWV 97 - Was Gott tut, das ist wohlgetan, BWV 100 |                                                          | Van de volgende cantate is slechts de tekst overgeleverd: - Lobet den Herrn, alle seine Heerscharen(t.g.v. de geboorte van Leopold von Anhalt-Köthen), BWV Anh.1 5 - Siehe, der Hüter Israel(Promotiecantate), BWV Anh.1 15 (van Bach?) - Cantates t.g.v. de viering van 200e verjaardag van de Augsburgse Confessie: - Singet dem Herrn ein neues Lied, BWV 190a - Gott, man lobet dich inder Stille, BWV 120b - Wünschet Jerusalem Glück, BWV 1 4a - fragment sinfonia, tekst onbekend, BWV 1045 |

## Derde tabel
| Bestemming                                                         | Cantates | Bijzonderheden |
| ------------------------------------------------------------------ | --- | --- |
| Feestmuziek voor de vorstenhuizen van Weimar, Weißenfels en Köthen | Voor Weimar: - Was mir behagt, ist nur die muntre Jagd (Jachtcantate; heruitvoering van de cantate voor Weißenfels); BWV 208 Voor Weißenfels: - Was mir behagt, ist nur die muntre Jagd (Jachtcantate); BWV 208 - Entfliehet, verschwindet, entweichet, ihr Sorgen (Herderscantate); BWV 249a - Die Zeit, die Tag und Jahre macht; BWV 134a - Durchlauchtster Leopold; BWV 173a | - BWV 249a: muziek verloren, maar reconstrueerbaar - van de volgende cantates is slechts de tekst overgeleverd: - Der Himmeldacht auf Anhalts Ruhm und Glück, BWV 66a (vermoedelijke parodie BWV 66) - Dich loben die lieblichen Strahlen der Sonne; BWV Anh.1 6 - Heut ist gewiß ein guter Tag; BWV Anh.1 7 - Steigt fredig in die Luft; BWV 36a (Geestelijke parodieën in BWV 36 en BWV 36a t/m 36c) - zonder titel, alleen titelblad; BWV Anh.1 8 - zonder titel, bestaan herleid uit hergebruik voor cantate 184, BWV 184; BWV 184a - zonder titel, bestaan herleid uit hergebruik voor cantate 194, BWV 194; BWV 194a                                                                                                   |
| Feestmuziek voor het keurvorstelijk huis van Saksen                | - Laßt uns sorgen, laßt uns wachen; BWV 213 - Tönet, ihr Pauken! Erschallet, Trompeten!; BWV 214 - Preise dein Glücke, gesegnetes Sachsen; BWV 215 - Auf, schmetternde Töne der muntern Trompeten; BWV 207a (parodie van BWV 207) - Schleicht, spielende Wellen; BWV 206 | Van de volgende cantates is slechts de tekst overgeleverd: - Entfernet euch, ihr heitern Sterne; BWV Anh.1 9 - Ihr Häuser des Himmels, ihr scheidenden Lichter; BWV 193a (vermoedelijke parodieën in BWV 193) - Es lebe der König, der Vater im Lande; BWV Anh.1 11 (vermoedelijke parodieën in BWV 215, 248 en 212) - Frohes Volk, vergnügte Sachsen; BWV Anh.1 12 (voor aria's als parodie in BWV Anh.18 en in openingsdeel van het Hemelvaartsoratorium, BWV 11) - Blast Lärmen, ihr Feinde! verstärket die Macht; BWV 205a (meeste delen als parodie in BWV 215) - Willkommen! ihr herrschenden Götter der Erden; BWV Anh.1 13 - Was mir behagt, ist nur die muntre Jagd; BWV 208a (als parodievoorbeeld diende BWV 208) |
| Feestmuziek voor festiviteiten van de Universiteit van Leipzig     | - Zerreißet, zersprenget, zertrümmert die Gruft; BWV 205 - Vereinigte Zwietracht der wechselnden Saiten; BWV 207 - Die Freude reget sich; BWV 36b | van de volgende cantate is de tekst verloren: - Latijnse ode; BWV Anh.1 20 |
| Feestmuziek voor festiviteiten van raad en school van Leipzig      | | Van de volgende cantates is slechts de tekst overgeleverd: - Erwählte Pleißenstadt; BWV 216a (als parodievoorbeeld diende BWV 216) - Froher Tag, verlangte Studen; BWV Anh.1 18 (parodie als openingskoor voor BWV 11; daarnaast de parodietekst van Picander voor de eveneens verdwenen cantate BWV Anh. 12; vermoedelijk is het Domine Deus uit de Mis in F, BWV 233 een parodie van een aria uit de cantate) - Thomana saß annoch betrübt; BWV Anh.1 19 (vermoedelijk is het slotkoor een parodie van deel 15 uit BWV 201) |
| Huldigingsmuziek voor adellijke personen en burgers in Leipzig     | - Schwingt freudig euch empor; BWV 36c - O! angenehme Melodei; BWV 210a - Angenehmes Wiederau; BWV 30a - Mer hahn en neue Oberkeet (Boerencantate); BWV 212 | Van de volgende cantates is slechts de tekst overgeleverd: - Verjaget, zerstreuet, zerrüttet, ihr Sterne; BWV 249b (parodie van de Herderscantate BWV 249a; vandaaruit vergaand reconstrueerbaar uit het Paasoratorium) - So kämpfet nur, ihr muntern Töne; BWV Anh.1 10 (openingsdeel is als parodie opgenomen als openingskoor van het zesde deel van het Weihnachtsoratorium) |
| Feestmuziek voor festiviteiten van raad en school van Leipzig      | | Van de volgende cantates is slechts de tekst overgeleverd: - Erwählte Pleißenstadt; BWV 216a (als parodievoorbeeld diende BWV 216) - Froher Tag, verlangte Studen; BWV Anh.1 18 (parodie als openingskoor voor BWV 11; daarnaast de parodietekst van Picander voor de eveneens verdwenen cantate BWV Anh. 12; vermoedelijk is het Domine Deus uit de Mis in F, BWV 233 een parodie van een aria uit de cantate) - Thomana saß annoch betrübt; BWV Anh.1 19 (vermoedelijk is het slotkoor een parodie van deel 15 uit BWV 201) |
| Huwelijkscantates                                                  | - Weichet nur, betrübte Schatten; BWV 202 - O holder Tag, erwünschte Zeit; BWV 210 | Van de volgende cantates is slechts de tekst overgeleverd: - Auf! süß entzückende Gewalt; BWV Anh.1 196 - Vergnügte Pleißenstadt; BWV 216 (tevens muziek voor twee zangstemmen bewaard gebleven) |
| Wereldlijke cantates voor verschillende bestemmingen               | - Ich bin in mir vergnügt; BWV 204 - Geschwinde, ihr wirbelnden Winde(Der Streit zwischen Phoebus und Pan); BWV 201 - Schweigt stille, plaudert nicht(Koffiecantate); BWV 211 - Amore traditore; BWV 203 | Van de volgende cantates is slechts de tekst overgeleverd: - Auf! süß entzückende Gewalt; BWV Anh.1 196 - Vergnügte Pleißenstadt; BWV 216 (tevens muziek voor twee zangstemmen bewaard gebleven) |

## Vierde tabel
| BWV                                          | Titel                                              | Liturgische bestemming          | Datum van eerste uitvoering |
| Mühlhausen 1707/1708                         | Mühlhausen 1707/1708                               | Mühlhausen 1707/1708            | Mühlhausen 1707/1708        |
| -------------------------------------------- | -------------------------------------------------- | ------------------------------- | --------------------------- |
| BWV 4                                        | Christ lag in Todes Banden                         | Paaszondag                      | 24 april 1707               |
| BWV 131                                      | Aus der Tiefen rufe ich, Herr, zu dir              | ?                               | 1707/1708                   |
| BWV 71                                       | Gott ist mein König                                | Ratswechsel                     | 4 februari 1708             |
| BWV 106                                      | Gottes Zeit ist die allerbeste Zeit                | ?                               | ?                           |
| Weimar voor 1714                             |                                                    |                                 |                             |
| BWV 196                                      | Der Herr denket an uns und segnet uns              | ?                               | rond 1709                   |
| BWV 18                                       | Gleich wie der Regen und Schnee von Himmel fällt   | Sexagesimae                     | voor 1714?                  |
| BWV 199                                      | Meine Herze schwimmt im Blut                       | ?                               | voor 1714?                  |
| BWV 54                                       | Widerstehe doch der Sünde                          | ?                               | voor 1714?                  |
| BWV 143                                      | Lobe den Herrn, meine Seele (van Bach?)            | ?                               | voor 1714?                  |
| Weimar 1714-1717                             |                                                    |                                 |                             |
| BWV 182                                      | Himmelskönig, sei willkommen                       | Palmarum                        | 25 maart 1714               |
| BWV 12                                       | Weinen, Klagen, Sorgen, Zagen                      | Jubilate                        | 22 april 1714               |
| BWV 172                                      | Erschallet, ihr Lieder                             | Pinksterzondag                  | 20 mei 1714                 |
| BWV 21                                       | Ich hatte viel Bekümmernis                         | ?                               | 17 juni 1714                |
| BWV 61                                       | Nun komm, der Heiden Heiland                       | Eerste adventszondag            | 2 december 1714             |
| BWV 156                                      | Tritt auf die Glaubensbahn                         | Zondag na Kerstmis              | 30 december 1714            |
| BWV 31                                       | Der Himmel lacht! die Erde jubilieret              | Paaszondag                      | 21 april 1715               |
| BWV 165                                      | O heiliges Geist- und Wasserbad                    | Trinitatis                      | 16 juni 1715                |
| BWV 185                                      | Barmherziges Herze der ewigen Liebe                | 4e zondag na Trinitatis         | 14 juli 1715                |
| BWV 163                                      | Nur jedem das Seine                                | 23e zondag na Trinitatis        | 24 november 1715            |
| BWV 132                                      | Bereitet die Wege, bereitet die Bahn               | 4e Advent                       | 22 december 1715            |
| BWV 155                                      | Mein Gott, wie lang, ach lange                     | 2e zondag na Epifanie           | 19 januari 1716             |
| BWV 80a                                      | Alles, was von Gott geboren                        | Oculi                           | 15 maart 1716               |
| BWV 161                                      | Komm, du Süße Todesstunde                          | 16e zondag na Trinitatis        | 27 september 1716           |
| BWV 162                                      | Ach! ich sehe, itzt, da ich zur Hochzeit gehe      | 20e zondag na Trinitatis        | 25 oktober 1716             |
| BWV 70a                                      | Wachet! betet! betet! wachet!                      | Tweede Adventszondag            | 6 december 1716             |
| BWV 186a                                     | Ärgre dich, o Seele, nicht                         | Derde Adventszondag             | 13 december 1716            |
| BWV 147a                                     | Herz und Mund und Tat und Leben                    | Vierde adventszondag            | 20 december 1716            |
| BWV 63                                       | Christen, ätzet diesen Tag                         | Eerste kerstdag                 | 1716?                       |
| Leipzig, eerste jaargang, 1723/1724          |                                                    |                                 |                             |
| BWV 22                                       | Jesu nahm zu sich die Zwölfe                       | Estomihi                        | 7 februari 1723             |
| BWV 23                                       | Du wahrer Gott und Davids Sohn                     | Estomihi                        | 7 februari 1723             |
| BWV 75                                       | Die Elenden sollen essen                           | 1e zondag na Trinitatis         | 30 mei 1723                 |
| BWV 76                                       | Die Himmel erzählen die Ehre Gottes                | 2e zondag na Trinitatis         | 6 juni 1723                 |
| BWV 24                                       | Ein ungefärbt Gemüte                               | 4e zondag na Trinitatis         | 20 juni 1723                |
| BWV 167                                      | Ihr menschen, rühmet Gottes Liebe                  | Feest van Johannes de Doper     | 24 juni 1723                |
| BWV 136                                      | Erforsche mich, Gott, udn erfahre mein Herz        | 8e zondag na Trinitatis         | 18 juli 1723                |
| BWV 105                                      | Herr, gehe nicht ins Gericht mit deinem Knecht     | 9e zondag na Trinitatis         | 25 juli 1723                |
| BWV 46                                       | Schauet doch und sehet, ob irgendein Schmerz sei   | 10e zondag na Trinitatis        | 1 augustus 1723             |
| BWV 179                                      | Siehe zu, dass dein Gottesfrucht                   | 11e zondag na Trinitatis        | 8 augustus 1723             |
| BWV 69a                                      | Lobe den Herrn, meine Seele                        | 12 zondag na Trinitatis         | 15 augustus 1723            |
| BWV 77                                       | Du sollt Gott, deinen Herren, lieben               | 13 zondag na Trinitatis         | 22 augustus 1723            |
| BWV 25                                       | Es ist nichts Gesundes an meinem Leibe             | 14 zondag na Trinitatis         | 29 augustus 1723            |
| BWV 119                                      | Preise, Jerusalem, den Herrn                       | Ratswechsel                     | 30 augustus 1723            |
| BWV 138                                      | Warum betrübst du dich, mein Herz                  | 15e zondag na Trinitatis        | 5 september 1723            |
| BWV 95                                       | Christus, der ist mein Leben                       | 16e zondag na Trinitatis        | 12 september 1723           |
| BWV 48                                       | Ich elender Mensch, wer wird mich erlösen          | 19 zondag na Trinitatis         | 3 oktober 1723              |
| BWV 109                                      | Ich glaube, lieber Herr                            | 21 zondag na Trinitatis         | 17 oktober 1723             |
| BWV 89                                       | Was soll ich aus dir machen, Ephraim?              | 22e zondag na Trinitatis        | 24 oktober 1723             |
| BWV 60                                       | O Ewigkeit, du Donnerwort                          | 24e zondag na Trinitatis        | 7 november 1723             |
| BWV 90                                       | Es reißet euch ein schrecklich Ende                | 25e zondag na Trinitatis        | 14 november 1723            |
| BWV 40                                       | Darzu ist erschienen der Sohn Gottes               | Tweede kerstdag                 | 26 december 1723            |
| BWV 64                                       | Sehet, welch ein Liebe                             | Derde kerstdag                  | 27 december 1723            |
| BWV 190                                      | Singet dem Herrn ein neues Lied                    | Nieuwjaar                       | 1 januari 1724              |
| BWV 153                                      | Schau, lieber Gott, wie meine Feind                | Zondag na Nieuwjaar             | 2 januari 1724              |
| BWV 65                                       | Sie werden aus Saba alle kommen                    | Epifanie                        | 6 januari 1724              |
| BWV 154                                      | Mein liebster Jesus ist verloren                   | 1e zondag na Epifanie           | 9 januari 1724              |
| BWV 73                                       | Heer, wie du willst, so schicks mit mir            | 3e zondag na Epifanie           | 23 januari 1724             |
| BWV 81                                       | Jesus schläft, was soll ich hoffen                 | 4e zondag na Epifanie           | 30 januari 1724             |
| BWV 83                                       | Erfreute Zeit im neuen Bunde                       | Maria-Lichtmis/Maria-Reiniging  | 2 februari 1724             |
| BWV 144                                      | Nimm, was dein ist, und gehe hin                   | Septuagesimae                   | 6 februari 1724             |
| BWV 181                                      | Leichtgesinnte Flattergeister                      | Sexagesimae                     | 13 februari 1724            |
| BWV 67                                       | Halt im Gedächtnis Jesum Christ                    | Quasimodogeniti                 | 16 april 1724               |
| BWV 104                                      | Du Hirte Israel, höre                              | Misiricordias Domini            | 23 april 1724               |
| BWV 166                                      | Wo gehest du hin                                   | Cantate                         | 7 mei 1724                  |
| BWV 86                                       | Wahrlich, wahrlich, ich sage euch                  | Rogate                          | 14 mei 1724                 |
| BWV 37                                       | Wer da gläubet und getäuft wird                    | Hemelvaart                      | 18 mei 1724                 |
| BWV 44                                       | Sie werden euch in den Bann tun                    | Exaudi                          | 21 mei 1724                 |
| BWV 194                                      | Höchsterwünschtes Freudenfest                      | Inwijding orgel                 | 2 november 1725             |
| BWV 66                                       | Erfreut euch, ihr Herzen                           | Tweede paasdag                  | 10 april 1724               |
| BWV 134                                      | Ein Herz, das seinen Jesum lebend Weiß             | Derde paasdag                   | 11 april 1724               |
| BWV 173                                      | Erhöhtes Fleisch und Blut                          | Tweede pinksterdag              | 29 mei 1724                 |
| BWV 184                                      | Erwünschtes Freudenlicht                           | Derde pinksterdag               | 20 mei 1724                 |
| Leipzig, tweede jaargang, 1724/1725          |                                                    |                                 |                             |
| BWV 20                                       | O Ewigkeit, du Donnerwort                          | 1e zondag na Trinitatis         | 11 juni 1724                |
| BWV 2                                        | Ach Gott, von Himmel sie darein                    | 2e zondag na Trinitatis         | 18 juni 1724                |
| BWV 7                                        | Christ unser Herr zum Jordan kam                   | Feest van Johannes de Doper     | 24 juni 1724                |
| BWV 135                                      | Ach Herr, mich armen Sünder                        | 3e zondag na Trinitatis         | 25 juni 1724                |
| BWV 10                                       | Meine Seele erhebt den Herren                      | Maria Visitatie                 | 2 juli 1724                 |
| BWV 93                                       | Wer nu den lieben Gott lässt walten                | 5e zondag na Trinitatis         | 9 juli 1724                 |
| BWV 107                                      | Was willst du dich betrüben                        | 7e zondag na Trinitatis         | 23 juli 1724                |
| BWV 178                                      | Wo Gott der Herr nicht bei uns hält                | 8e zondag na Trinitatis         | 30 juli 1724                |
| BWV 94                                       | Was frag ich nach der Welt                         | 9e zondag na Trinitatis         | 6 augustus 1724             |
| BWV 94                                       | Nimm von uns, Herr, du treuer Gott                 | 10e zondag na Trinitatis        | 13 augustus 1724            |
| BWV 113                                      | Herr Jesu Christ, du höchstes Gut                  | 11 zondag na Trinitatis         | 20 augustus 1724            |
| BWV 33                                       | Allein zu dir, Herr Jesu Christ                    | 13e zondag na Trinitatis        | 3 september 1724            |
| BWV 78                                       | Jesu, der du meine Seele                           | 14e zondag na Trinitatis        | 10 september 1724           |
| BWV 99                                       | Was Gott tut, das ist wohlgetan                    | 15e zondag na Trinitatis        | 17 september 1724           |
| BWV 8                                        | Liebster Gott, wenn werd ich sterben               | 16e zondag na Trinitatis        | 24 september 1724           |
| BWV 130                                      | Herr Gott, dich loben alle wir                     | Sint Michaelsfeest              | 29 september 1724           |
| BWV 114                                      | Ach, lieben Christus, seid getrost                 | 17e zondag na Trinitatis        | 1 oktober 1724              |
| BWV 96                                       | Herr Christ, der einige Gottessohn                 | 18e zondag na Trinitatis        | 8 oktober 1724              |
| BWV 5                                        | Wo soll ich fliehen hin                            | 19e zondag na Trinitatis        | 15 oktober 1724             |
| BWV 180                                      | Schmücke dich, o liebe Seele                       | 20e zondag na Trinitatis        | 22 oktober 1724             |
| BWV 38                                       | Aus tiefer Not schrei ich zu dir                   | 21 zondag na Trinitatis         | 29 oktober 1724             |
| BWV 80b                                      | Ein feste Burg ist unser Gott                      | Hervormingsdag                  | 31 oktober 1724             |
| BWV 115                                      | Mach dich, mein Geist, bereit                      | 22 zondag na Trinitatis         | 5 november 1724             |
| BWV 139                                      | Wohl dem, der sich auf seinen Gott                 | 23 zondag na Trinitatis         | 12 november 1724            |
| BWV 26                                       | Ach wie flüchtig, ach wie nichtig                  | 24 zondag na Trinitatis         | 19 november 1724            |
| BWV 116                                      | Du Friedefürst, Herr Jesu Christ                   | 25e zondag na Trinitatis        | 26 november 1724            |
| BWV 62                                       | Nun komm, der Heiden Heiland                       | Eerste adventszondag            | 3 december 1724             |
| BWV 91                                       | Gelobet seist du, Jesu Christ                      | Eerste kerstdag                 | 25 december 1724            |
| BWV 121                                      | Christum wir sollen leben schon                    | Tweede kerstdag                 | 26 december 1724            |
| BWV 133                                      | Ich freue mich in dir                              | Derde kerstdag                  | 27 december 1724            |
| BWV 122                                      | Das neugeborne Kindelein                           | zondag na Kerstmis              | 31 december 1724            |
| BWV 41                                       | Jesu, nun sei gepreiset                            | Nieuwjaar                       | 1 januari 1725              |
| BWV 123                                      | Liebster Immanuel, Herzog der Frommen              | Epifanie                        | 6 januari 1725              |
| BWV 124                                      | Meinen Jesum lass ich nicht                        | Eerste zondag na Epifanie       | 7 januari 1725              |
| BWV 3                                        | Ach Gott, wie manches Herzeleid                    | Tweede zondag na Epifanie       | 14 januari 1725             |
| BWV 111                                      | Was mein Gott will, das gescheh allzeit            | Derde zondag na Epifanie        | 21 januari 1725             |
| BWV 92                                       | Ich hab in Gottes Herz und Sinn                    | Septuagesimae                   | 28 januari 1725             |
| BWV 125                                      | Mit Fried und Freud ich fahr dahin                 | Maria-Lichtmis/Maria-Reiniging  | 2 februari 1725             |
| BWV 126                                      | Erhalt uns, Herr, bei deinem Wort                  | Sexagesimae                     | 4 februari 1725             |
| BWV 127                                      | Herr Jesu Christ, wahr'Mensch und Gott             | Estomihi                        | 11 februari 1725            |
| BWV 1                                        | Wie schön leuchtet der Morgenstern                 | Maria Boodschap                 | 25 maart 1725               |
| Leipzig, derde jaargang, 1725 tot begin 1727 |                                                    |                                 |                             |
| BWV 6                                        | Bleib bei uns, denn es will Abend werden           | Tweede paasdag                  | 2 april 1725                |
| BWV 42                                       | Am Abend aber desselbigen Sabbats                  | Quasimdogeniti                  | 8 april 1725                |
| BWV 85                                       | Ich bin ein guter Hirt                             | Misericordias Domini            | 15 april 1725               |
| BWV 103                                      | Ihr werdet weinen und heulen                       | Jubilate                        | 22 april 1725               |
| BWV 108                                      | Es ist euch gut, dass ich hingehe                  | Cantate                         | 29 april 1725               |
| BWV 87                                       | Bisher habt ihr nichts gebeten in meinem Namen     | Rogate                          | 6 mei 1725                  |
| BWV 128                                      | Auf Christi Himmelfahrts allein                    | Hemelvaart                      | 10 mei 1725                 |
| BWV 183                                      | Sie werden euch in den Bann tun                    | Exaudi                          | 13 mei 1725                 |
| BWV 74                                       | Wer mich liebet, der wird mein Wort halten         | Eerste pinksterdag              | 20 mei 1725                 |
| BWV 68                                       | Also hat Gott die Welt geliebt                     | Tweede pinksterdag              | 21 mei 1725                 |
| BWV 175                                      | Er rufet seinen Schafen mit Namen                  | Derde pinksterdag               | 22 mei 1725                 |
| BWV 176                                      | Es ist ein trotzig und verzagt Ding                | Trinitatis                      | 27 mei 1725                 |
| BWV 168                                      | Tue Rechnung! Donnerwort                           | 9e zondag na Trinitatis         | 29 juli 1725                |
| BWV 137                                      | Lobe den Herren, den mächtigen König der Ehren     | 12 zondag na Trinitatis         | 19 augustus 1725            |
| BWV 164                                      | Ihr, die ihr euch von Christo nennet               | 13 zondag na Trinitatis         | 26 augustus 1725            |
| BWV 79                                       | Gott der Herr ist Sonn und Schild                  | Hervormingsdag                  | 31 oktober 1725             |
| BWV 110                                      | Unser Mund sei voll Lachens                        | Eerste kerstdag                 | 25 december 1725            |
| BWV 57                                       | Selig ist der Mann                                 | Tweede kerstdag                 | 26 december 1725            |
| BWV 151                                      | Süßer Trost, mein Jesus kommt                      | Derde kerstdag                  | 27 december 1725            |
| BWV 28                                       | Gottlob! nun geht das Jahr zu Ende                 | zondag na Kerstmis              | 30 december 1725            |
| BWV 16                                       | Herr Gott, dich loben wir                          | Nieuwjaar                       | 1 januari 1726              |
| BWV 32                                       | Liebster Jesu, mein Verlangen                      | Eerste zondag na Epifanie       | 13 januari 1726             |
| BWV 13                                       | Meine Seufzer, meine Tränen                        | Tweede zondag na Epifanie       | 20 januari 1726             |
| BWV 72                                       | Alles nur nach Gottes Willen                       | Derde zondag na Epifanie        | 27 januari 1726             |
| BWV 43                                       | Gott fähret auf mit Jauchzen                       | Hemelvaart                      | 30 mei 1726                 |
| BWV 39                                       | Brich dem Hungrigen dein Brot                      | 1e zondag na Trinitatis         | 23 juni 1726                |
| BWV 88                                       | Siehe, ich will viel Fischer aussenden             | 5e zondag na Trinitatis         | 21 juli 1726                |
| BWV 170                                      | Vergnügte Ruh, beliebte Seelenrust                 | 6e zondag na Trinitatis         | 28 juli 1726                |
| BWV 187                                      | Es wartet alles auf dich                           | 7e zondag na Trinitatis         | 4 augustus 1726             |
| BWV 45                                       | Es ist dir gesagt, Mensch, was gut is              | 8e zondag na Trinitatis         | 11 augustus 1726            |
| BWV 102                                      | Herr, deine Augen sehen nach dem Glauben           | 10e zondag na Trinitatis        | 25 augustus 1726            |
| BWV 35                                       | Geist und Seele wird verwirret                     | 12 zondag na Trinitatis         | 8 september 1726            |
| BWV 17                                       | Wer Dank opfert, der preiset mich                  | 14 zondag na Trinitatis         | 22 september 1726           |
| BWV 19                                       | Es erhubt sich ein Streit                          | Sint Michaelsfeest              | 29 september 1726           |
| BWV 27                                       | Wer weiß, wie nahe mir mein Ende                   | 16e zondag na Trinitatis        | 6 oktober 1726              |
| BWV 47                                       | Wer sich selbst erhöhet                            | 17e zondag na Trinitatis        | 13 oktober 1726             |
| BWV 169                                      | Gott soll allein mein Herze haben                  | 18e zondag na Trinitatis        | 20 oktober 1726             |
| BWV 56                                       | Ich will den Kreuzstab gerne tragen                | 19e zondag na Trinitatis        | 27 oktober 1726             |
| BWV 49                                       | Ich geh und suche mit Verlangen                    | 20e zondag na Trinitatis        | 3 november 1726             |
| BWV 98                                       | Was Gott tut, das ist wohlgetan                    | 21e zondag na Trinitatis        | 10 november 1726            |
| BWV 55                                       | Ich armer Knecht, ich Sündenknecht                 | 22e zondag na Trinitatis        | 17 november 1726            |
| BWV 52                                       | Falsche Welt, dir trau ich nicht                   | 23e zondag na Trinitatis        | 24 november 1726            |
| BWV 58                                       | Ach Gott, wie manches Herzeleid                    | zondag na Nieuwjaar             | 5 januari 1727              |
| BWV 82                                       | Ich habe genug                                     | Maria-Lichtmis/Maria-Reiniging  | 2 februari 1727             |
| BWV 84                                       | Ich bin vergnügt in meinem Glücke                  | Septuagesimae                   | 9 februari 1727             |
| BWV 157                                      | Ich lasse dich nicht, du segnest mich denn         | Trauerfeier                     | 6 februari 1727             |
| BWV 193                                      | Ihr Tore zu Zion                                   | Ratswechsel                     | 25 augustus 1727            |
| BWV 59                                       | Wer mich liebet, der wird mein Wort haben          | Eerste Pinksterdag              | 1723/1724?                  |
| BWV 148                                      | Bringet dem Herrn Ehre seines Namens               | 17e zondag na Trinitatis        | 23 september 1725?          |
| BWV 129                                      | Gelobet sei der Herr, mein Gott                    | Trinitatis                      | 1726/1727                   |
| BWV 146                                      | Wir müssen durch viel Trübsal                      | Jubilate                        | rond 1726/1730              |
| BWV 158                                      | Der Friede sie mit dir                             | Derde paasdag                   | onzeker                     |
| BWV 50                                       | Nun ist das Heil und die Kraft                     | Sint Michaelsfeest              | onzeker                     |
| BWV 197a                                     | Ehre sei Gott in der Höhe                          | eerste kerstdag                 | 25 december 1728?           |
| BWV 171                                      | Gott, wie dein Name, so ist auch dein Ruhm         | nieuwjaar                       | 1 januari 1729?             |
| BWV 156                                      | Ich steh mit einem Fuß im Grabe                    | 3e zondag na Epifanie           | 23 januari 1729?            |
| BWV 159                                      | Sehet, wir gehn hinauf gen Jerusalem               | Estomihi                        | 27 februari 1729?           |
| Anh. BWV 190                                 | Ich bin ein Pilgrim auf der Welt                   | Tweede paasdag                  | 18 april 1729?              |
| BWV 145                                      | Ich lebe, mein Herze                               | Derde paasdag                   | 19 april 1729?              |
| BWV 174                                      | Ich liebe den Höchsten von ganzem Gemüte           | Tweede pinksterdag              | 6 juni 1729                 |
| BWV 149                                      | Man singet mit Freuden vom Sieg                    | Sint Michaelsfeest              | 29 september 1729?          |
| Anh. 2                                       | fragment zonder tekst                              | 19e zondag na Trinitatis        | 23 oktober 1729             |
| BWV 188                                      | Ich habe meine Zuversicht                          | 21e zondag na Trinitatis        | 6 november 1729?            |
| BWV 51                                       | Jauchzet Gott in allen Landen                      | 15e zondag na Trinitatis        | 17 september 1730?          |
| BWV 29                                       | Wir danken dir, Gott, wir danken dir               | Ratswechsel                     | 27 augustus 1731            |
| BWV 36                                       | Schwingt freudig euch empor                        | Eerste adventszondag            | 2 december 1731             |
| BWV 224                                      | Reißt euch los (fragment: van Bach?)               | Jubilate?                       | 4 mei 1731?                 |
| BWV 11                                       | Lobet Gott in seinen reichen                       | Hemelvaart                      | 19 mei 1735                 |
| BWV 117                                      | Sei Lob und Ehr den höchsten Gut                   | ?                               | rond 1728-1731              |
| BWV 192                                      | Nun danket alle Gott                               | ?                               | 1730/31                     |
| BWV 112                                      | Der Herr ist mein getreuer Hirt                    | Misericordias Domini            | 8 april 1731                |
| BWV 140                                      | Wachet auf, ruft uns die Stimme                    | 27e zondag na Trinitatis        | 25 november 1731            |
| BWV 177                                      | Ich ruf zu dir, Herr Jesu Christ                   | 4e zondag na Trinitatis         | 6 juli 1732                 |
| BWV 9                                        | Es ist das Heil uns kommen her                     | 6e zondag na Trinitatis         | rond 1732-1735              |
| BWV 97                                       | In allen meinen Taten                              | ?                               | 1734                        |
| BWV 100                                      | Was Gott tut, das ist wohlgetan                    | ?                               | 1734/35                     |
| BWV 14                                       | Was Gott nicht mit uns diese Zeit                  | 4e zondag na Epifanie           | 30 januari 1735             |
| BWV 80                                       | Ein feste Burg ist unser Gott                      | Hervormingsdag                  | rond 1729-1735              |
| BWV 197                                      | Gott ist unsre Zuversicht                          | Huwelijksinzegening             | rond 1736/37                |
| BWV 30                                       | Freue dich, erlöste Schar                          | Feest van Johannes de Doper     | 1738/39                     |
| BWV 200                                      | Bekennen will ich seinen Namen                     | Maria-Lichtmis/Maria-Reiniging? | rond 1742                   |
| BWV 120                                      | Gott, man lobet dich in der Stille                 | Ratswechsel                     | rond 1742                   |
| BWV 1045                                     | Sinfonia-fragment (inleiding van een cantate)      | ?                               | rond 1743-1746              |
| BWV 34                                       | O ewiges Feuer, o Ursprung der Liebe               | Eerste pinksterdag              | rond 1746/47                |
| BWV 69                                       | Lobe den Herrn, meine Seele                        | Ratswechsel                     | 26 augustus 1748            |
| BWV 195                                      | Dem Gerechten muss das Licht immer wieder aufgehen | Huwelijksinzegening             | 1748/49                     |

## Vijfde tabel
| BWV     | Titel                                               | Componist/mogelijke componist       |
| ------- | --------------------------------------------------- | ----------------------------------- |
| BWV 15  | Denn du wirst meine Seele nicht in der Hölle lassen | Johann Ludwig Bach                  |
| BWV 53  | Schlage doch, gewünschte Stunde                     | Georg Melchior Hoffmann             |
| BWV 141 | Das ist je gewißlich wahr                           | Georg Philipp Telemann(TWV 1:183)   |
| BWV 142 | Uns ist ein Kind geboren                            | Johann Kuhnau                       |
| BWV 160 | Ich weiß, daß mein Erlöser lebt                     | Georg Philipp Telemann (TWV 1:877)  |
| BWV 189 | Meine Seele rühmt und preist                        | Georg Melchior Hoffmann             |
| BWV 217 | Gedenke, Herr, wie es uns gehet                     | Johann Christoph Altnikol           |
| BWV 218 | Gott der Hoffnung, erfülle euch                     | Georg Philipp Telemann (TWV 1:634)  |
| BWV 219 | Siehe, es hat überwinden                            | Georg Philipp Telemann (TWV 1:1328) |
| BWV 220 | Lob ihn mit Herz und Munde                          | onbekend                            |
| BWV 221 | Wer sucht die Pracht, wer wunscht den Glanz         | onbekend                            |
| BWV 222 | Mein Odem ist schwach                               | Johann Ernst Bach                   |

## Geselecteerde discografie
Er zijn vele opnames van de cantates van Bach. Opnames met een enkele keus uit het gehele aanbod, sommige met een wat uitgebreidere selectie uit deze werken, zoals die van Philippe Herreweghe (eerst op Virgin Classic, daarna op het Franse label Harmonia Mundi en vervolgens op zijn eigen label Phi) en die van Sigiswald Kuijken (op Accent: The Complete Liturgical Year in 64 Cantatas - met solisten, La Petite Bande o.l.v. Sigiswald Kuijken ACC 25319). 
Historische opnames van de cantates zijn o.a. die van Fritz Werner met het het Südwestdeutsches Kammerorchester Pforzheim en het Württembergisches Kammerorchester Heilbronn (Erato, 20 CDs, 0825646474295). De opnames van Karl Richter en het Münchener Bach-Orchester van de cantates van Bach zijn niet verzameld uitgegeven en slechts verspreid in diverse uitgaven beschikbaar.
Complete opnames van de cantates of opnames die op weg zijn naar compleetheid zijn:
- Das Kantatenwerk. Geistliche und Weltliche Kantaten. Opnames o.l.v. Helmuth Rilling (71 cd's, Hänssler, 098.630.000)
- The Sacred Cantatas. Opnames o.l.v. Nikolaus Harnoncourt en Gustav Leonhardt (60 cd's, Teldec-Das Alte Werk, 2564 69943-7)
- Das Kantatenwerk. Opnames o.l.v. Ton Koopman (67 cd's, Challenge Records, CC72350)
- Complete Sacred Cantatas. Opnames o.l.v. Pieter Jan Leusink (50 cd's, Brilliant, 94365)
- Bach Cantata Pilgrimage / Complete Cantatas. Opnames o.l.v. John Eliot Gardiner (56 cd's, SDG 186, Soli Deo Gloria Recordings)
- Bach cantates. Opnames o.l.v. Masaaki Suzuki (55 delen, BIS Records)
- Bach Kantaten. Bach-Kantaten-Edition met het Koor en Orkest van de Bach Stiftung St. Gallen o.l.v. Rudolf Lutz (nog niet voltooid, J.S. Bach-Stiftung, eind 2021 37 cd's verschenen; ook DVDs met filmopnames en toelichtingen)
- All of Bach alle werken inclusief cantates ter gelegenheid van het 100-jarige bestaan van de Nederlandse Bach Vereniging in 2021. Verschijnt geleidelijk vanaf 2014. HD stream met toelichting, achtergronden en interviews. Artistieke leiding Shunske Sato. Diverse uitvoerenden.

Apocriefe cantates: Apocryphal Cantates (BWV 217 t/m 222) en Apocryphal Cantatas II (BWV 15, 141,142 en 160). Opnames o.l.v. Wolfgang Helbich (resp. CPO 999 193-2 (2 cd's) en CPO 999 985-2)